# عملية عاصفة الحزم
«عاصفة الحزم» هو الاسم الذي استخدمته السعودية في الفترة الأولى (بين 25 مارس و21 أبريل عام 2015) من التدخل العسكري الذي قادته السعودية لدعم شرعية نظام هادي في اليمن، للإشارة للنشاط العسكري المتمثل أساسا بغارات جوية ضد جماعة «أنصار الله» (الحوثيون) الموالية لإيران وعلي عبد الله صالح المتحالف معهم والقوات الموالية له، والتي شنها تحالف عربي يتكون رسميا من عشر دول وبقيادة القوات المسلحة السعودية، ضم التحالف العربي لدعم الشرعية اليمنية رسميا إلى جانب السعودية [36][36][36][36][36][36] مشاركات رئيسية من كل الإمارات العربية المتحدة والكويت وقطر والبحرين والسودان ومشاركات رمزية محدودة من كل من الأردن والمغرب ومصر. أطلقت السعودية على العمليات اللاحقة ل21 أبريل 2015 اسم «عملية إعادة الأمل».
بدأت العمليات في الساعة الثانية صباحاً بتوقيت السعودية من يوم الخميس 6 جمادى الثاني 1436 هـ - 26 مارس 2015
وذلك عندما قامت القوات الجوية الملكية السعودية بقصف جوي كثيف على المواقع التابعة لمسلحي جماعة أنصار الله والقوات التابعة لصالح في اليمن. وتعتبر عاصفة الحزم إعلان بداية العمليات العسكرية بقيادة القوات المسلحة السعودية لدعم شرعية نظام عبد ربه هادي منصور في اليمن. عملية عاصفة الحزم تم فيها سيطرة سلاح الجو السعودي على أجواء اليمن وتدمير الدفاعات الجوية ونظم الاتصالات العسكرية خلال الساعة الأولى من العملية. وأعلنت وزارة الدفاع السعودية بأن الأجواء اليمنية منطقة محظورة. وحذرت السعودية إيران من الاقتراب من الموانئ اليمنية. وكانت السعودية وعلى لسان وزير دفاعها قد حذرت جماعة الحوثي قبل شن عمليات عاصفة الحزم من عواقب التحرك نحو عدن، وجاءت عملية عاصفة الحزم وإعادة الأمل بعد طلب تقدم به الرئيس اليمني آنذاك عبد ربه منصور هادي لخادم الحرمين الشرفين الملك سلمان بن عبدالعزيز آل سعود لإيقاف نفوذ أنصار الله المتزايد في اليمن الذين بدأوا هجوماً واسعاً على المحافظات الجنوبية، وأصبحوا على وشك الاستيلاء على مدينة عدن، التي انتقل إليها الرئيس هادي بعد انقلاب 2014 في اليمن. وأعلنت مصر دعمها السياسي للعمليات العسكرية التي تجريها مع دول الخليج العربي بقيادة السعودية في اليمن ضد جماعة الحوثيين، وبدأت أولى الضربات الجوية السعودية على مطار صنعاء وقاعدة الديلمي الجوية ومقر قيادة القوات الجوية التي كان الحوثيون قد سيطروا عليها  وعينوا قائداً لها منهم، واعتبر حزب المؤتمر الشعبي العام الذي يرأسه علي عبد الله صالح عدواناً على اليمن.
في 21 أبريل 2015 أعلنت قيادة العملية عن توقف عملية عاصفة الحزم وبدأ عملية إعادة الأمل؛ وذلك بعد أن أعلنت وزارة الدفاع السعودية إزالة جميع التهديدات التي تشكل تهديدًا لأمن السعودية والدول المجاورة، وبعد أن تم تدمير الأسلحة الثقيلة والصواريخ البالستية والقوة الجوية التي كانت بحوزة أنصار الله الحوثيين والقوات الموالية لصالح.

## خلفية
سيطر مسلحو جماعة أنصار الله (الحوثيون) على صنعاء في 21 سبتمبر 2014 بمساعدة من قوات الحرس الجمهوري والقوات الخاصة اليمنية المرتبطة بعلي عبد الله صالح، واتهم عبد الملك الحوثي في أكثر من خطاب الرئيس هادي بالفساد ودعم الإرهاب، وهاجموا منزل الرئيس هادي في 19 يناير 2015 بعد اشتباكات مع الحرس الرئاسي، وحاصروا القصر الجمهوري الذي يقيم فيه رئيس الوزراء،  واقتحموا معسكرات للجيش ومجمع دار الرئاسة، ومعسكرات الصواريخ. وقاموا بتعيين محافظين عن طريق المؤتمر الشعبي العام في المجالس المحلية، واقتحموا مقرات وسائل الإعلام الحكومية وسخروها لنشر الترويج ودعايات ضد خصومهم، واقتحموا مقرات شركات نفطية وغيروا طاقم الإدارة وعينوا موالين لهم،
قدم الرئيس عبد ربه منصور هادي ورئيس الوزراء خالد بحاح استقالاتهم في 22 يناير، ولم يعقد البرلمان جلسة لقبول الاستقالة أو رفضها حسب ما ينص عليه الدستور،  وأعلن الحوثيون بيان الإعلان الدستوري في 6 فبراير، وقاموا بإعلان حل البرلمان،  وتمكين اللجنة الثورية بقيادة محمد علي الحوثي لقيادة البلاد.
وظل الرئيس المستقيل هادي ورئيس الوزراء قيد الإقامة الجبرية التي فرضها مسلحون من جماعة أنصار الله منذ استقالته، واستطاع هادي الفرار من الإقامة الجبرية، واتجه إلى عدن في 21 فبراير،  ومنها تراجع هادي عن استقالته في رسالة وجهها للبرلمان، وأعلن أن انقلاب الحوثيين غير شرعي. وقال «أن جميع القرارات التي اتخذت من 21 سبتمبر باطلة ولا شرعية لها»، وهو تاريخ احتلال صنعاء من قبل الحوثيين.
وفي عدن اندلعت اشتباكات عسكرية مع قوات أمنية مرتبطة بعلي عبد الله صالح مدعومة بالحوثيين وأخرى مؤيدة للرئيس هادي،  واستعادت القوات التابعة للرئيس السيطرة على مطار عدن الدولي في 19 مارس،  وتوجه الحوثيون مدعومين بقوات تابعة للحرس الجمهوري المنحل التابع لعلي عبد الله صالح صوب محافظة عدن وسيطروا على قاعدة العند الجوية التي تبعد 60 كيلومترا عن مدينة عدن.
وقدم وزير الخارجية رياض ياسين عبدالله لمجلس التعاون الخليجي رسالة من الرئيس هادي يطلب تدخلها لصد الحوثيين من التقدم نحو عدن بعد إعلان الحرب عليه من قبل الحوثيين  وكانت المملكة العربية السعودية بدأت بحشد قواتها العسكرية على حدود اليمن في أواخر مارس 2015. بعد عرض عسكري ومناورات أجراها الحوثيون على الحدود اليمنية السعودية.

### المستهدفون
أعلن علي عبد الله صالح الحرب 6 مرات على الحوثيين خلال الفترة 2004 - 2010، باعتبارهم قوات خارجة عن النظام،  هدفهم العودة بالبلاد إلى الحكم الإمامي،  واستفاد صالح من تلك الحروب من أجل الحصول على دعم وإمدادات من السعودية ودول الخليج للحرب ولتعزيز قواته العسكرية، متمثلة بالحرس الجمهوري والقوات الخاصة. فيما حصل الحوثيون (الشباب المؤمن حينها) على الخبرة العسكرية. وعندما تنازل صالح عن منصبه بعد ثورة الشباب 2011، بعد 33 عاماً من التفرد بالسلطة في اليمن، وذلك على أثر ثورة الشباب اليمنية خلال الربيع العربي، 
كان الحوثيون قد بدأوا التوسع في محافظة صعدة بفرض حصار على دماج،  وباتفاق سياسي وفقاً للمبادرة الخليجية أعطي صالح حصانة من الملاحقة القضائية.
شرع صالح لإقامة علاقات وثيقة مع أعدائه القدامى «الحوثيين»، مستغلاً تنامي قوتهم للقيام بهجمات مشتركة ضد القوات العسكرية الموالية للرئيس الجديد عبد ربه منصور هادي، الذي وصل للحكم في فبراير 2012. وبدأ بعملية هيكلية للجيش اليمني لإعادة ترتيبه وخاصة بعد انقسامه في ثورة الشباب اليمنية،  وشرع بإقالة العديد من القادة العسكريين المرتبطين بعلي عبد الله صالح ونجله أحمد،  أو أولئك الذين أيدوا ثورة الشباب، وأيضاً بتفكيك الألوية العسكرية التابعة للحرس الجمهوري  أو الفرقة الأولى مدرع،  وواجهت تلك القرارات تمردات عديدة،  خاصة من قبل القادة التابعين لعلي عبد الله صالح  وانتهت تلك التمردات إما بوساطة  أو بحسم عسكري. فنفوذ صالح السياسي والعسكري لا يزال مستمراً على القادة السياسيين والعسكريين،  وبعد ثلاث سنوات من استقالته لا يزال جزء كبير من الجيش موالي له. خاصة تلك الألوية التي كانت تعرف بالحرس الجمهوري اليمني، الذي يحارب حالياً جنبا إلى جنب مع الحوثيين. التي كان يقودها نجل صالح أحمد علي الذي كان يعتزم صالح توريثه السلطة وتهيئته لرئاسة الجمهورية. وقدر نفوذ صالح على الجيش بحوالي 70% من الجيش اليمني.
قاوم الموالون للرئيس السابق صالح، باللجوء إلى العنف، فأصدر مجلس الأمن القرار 2051 يهدد فيه بعقوبات على من يقوضون المرحلة الانتقالية. ووُجهت لصالح اتهامات من الأمم المتحدة وعدد من السفارات الغربية بمحاولة عرقلة الفترة الانتقالية هو وأبنائه وأقاربه. وأصدر هادي قرارات أخرى قضت بحل ما عُرف بالفرقة الأولى مدرع بقيادة علي محسن الأحمر والحرس الجمهوري اليمني بقيادة أحمد علي، الذي حُول إلى احتياط وزارة الدفاع من 6 ألوية عسكرية. وأعلنت السلطات اليمنية عن القبض على 6 خلايا تجسسية إيرانية في اليمن،  واتّهم الرئيس هادي إيران بمحاولة نشر الفوضى والعنف في اليمن،  وإنها تقوم بدعم عسكري لمسلحي الحوثيين لإعاقة التحركات الرامية لانعقاد مؤتمر الحوار.
شرع هادي في بدء الحوار الوطني اليمني بمشاركة عدة أطراف بما فيهم جماعة أنصار الله وحزب المؤتمر الشعبي العام الذي استحوذ أكبر نصيب من عدد المقاعد بقيادة صالح،  وبينما كان «ممثلوا» الطرفين السابقين في الحوار يدلون بآرائهم وتصوراتهم الليبرالية بشأن قضايا مختلفة، كانت القيادة الفاعلة والأكثر محافظة متمثلة بعبد الملك الحوثي وأبو علي الحاكم وغيرهم يُحضّرون لمعركتهم القادمة في محافظة عمران، بالتنسيق مع المؤتمر الشعبي العام، لملاحقة عائلة عبد الله الأحمر والسيطرة على مراكز نفوذهم في المحافظة،  وبعد ذلك اجتاح الحوثيون معسكر اللواء 310 مدرع لاعتباره تابعاً لعلي محسن الأحمر وموالياً لحزب التجمع اليمني للإصلاح، وقتلوا قائدة حميد القشيبي  وتقدموا باتجاه صنعاء.
خلص مؤتمر الحوار الوطني اليمني للتوقيع على وثيقة لمخرجات الحوار،  وتضمنت بنود دعت لحظر وجود مليشيات مسلحة، وتسليم الأسلحة للدولة وبسط نفوذها في كافة اليمن،  وقيام دولة إتحادية من 6 أقاليم،  وهو ما رفضه الحوثيون، فقاموا بإجتياح صنعاء في 21 سبتمبر وخاضوا اشتباكات مع قوات عسكرية موالية لمستشار الرئيس حينها علي محسن الأحمر،  واٌتّهم علي عبد الله صالح، بمساعدة الحوثيين، وتمهيد الطريق لسيطرتهم على صنعاء. وفي 21 سبتمبر 2014 اتّفق على تشكيل «حكومة وحدة وطنية»،  أعلن الحوثيين وحزب المؤتمر الشعبي العام بزعامة صالح مقاطعتهم لها.
ويعتبر صالح اللاعب الأهم في الصراع على السلطة بين الحوثيين وحكومة الرئيس هادي، باعتباره من الحلفاء الرئيسيين للحوثيين وأحد أهم القوى الدافعة في الصراع. واتّهمت الأمم المتحدة صالح بإثارة الفوضى في اليمن وقرر مجلس الأمن الدولي ووزارة الخزانة الأمريكية عقوبات ضد علي عبد الله صالح وكبار قادة الحوثيين.

## ما قبل العمليات
في 15 فبراير 2015، أصدر مجلس الأمن الدولي قرار رقم 2201 اتخذه بالإجماع، طالب فيه الحوثيين بسحب مسلحيها من المؤسسات الحكومية، واستنكر تحركاتهم لحل البرلمان والسيطرة على مؤسسات الحكومة واستخدام العنف لتحقيق أهداف سياسية، والاستيلاء على المنابر الإعلامية للدولة ووسائل الإعلام للتحريض على العنف، وطالبهم بالانخراط في مفاوضات السلام التي يرعاها مبعوث الأمم المتحدة جمال بنعمر، وطالبهم بالإفراج عن الرئيس عبد ربه منصور هادي ورئيس وزرائه خالد بحاح وأعضاء الحكومة، الموضوعين جميعا تحت الإقامة الجبرية، وأعلن المجلس استعداده لاتخاذ «مزيد من الخطوات» إذا لم ينفذ هذا القرار، بما فيها استخدام البند السابع من ميثاق الأمم المتحدة الذي يسمح باستخدام القوة أو العقوبات الاقتصادية لفرض تنفيذ القرارات. ورفض الحوثيون ما وصفوها بالتهديدات، وقال محمد عبد السلام الناطق باسم الحوثيون «أن الشعب اليمني لن يركع أمام أي تهديد أو وعيد»،  كما أكد جمال بنعمر لمجلس الأمن الدولي موقف الحوثيين الرافض لقرار مجلس الأمن. وحثت الصين جماعة الحوثيين على تطبيق قرار مجلس الأمن الذي يحثهم على الدخول في المفاوضات برعاية الأمم المتحدة وسحب مسلحيهم من مؤسسات الحكومة. وحذّر مندوب روسيا لدى الأمم المتحدة، من أن «تقويض العملية السياسية في اليمن سيؤدي إلى زيادة العنف وعدم الاستقرار في اليمن».

### التصعيد الحوثي ضد السعودية
في 26 فبراير 2015، ألقى عبد الملك الحوثي، خطابا خصص مُعظمه للهجوم على السعودية، وألمح لتعديلات في العلاقات الخارجية لليمن، عندما تحدث عن «البدائل الدولية»، وبأن «اليمن لا يعاني عزلة دولية بل بات منفتحاً نحو أفق أوسع». وفي 12 مارس 2015 قام مسلحي جماعة أنصار الله الحوثيين بإجراء مناورات عسكرية بمعدات عسكرية ثقيلة على الحدود السعودية،  وقال محمد البخيتي القيادي الحوثي أن الحوثيين سوف يحررون نجد والحجاز وأن قواتهم جاهزة لمواجهة أي هجوم سعودي وأنهم لن يتوقفوا إلا في الرياض.

### طلب التدخل
الرئيس اليمني

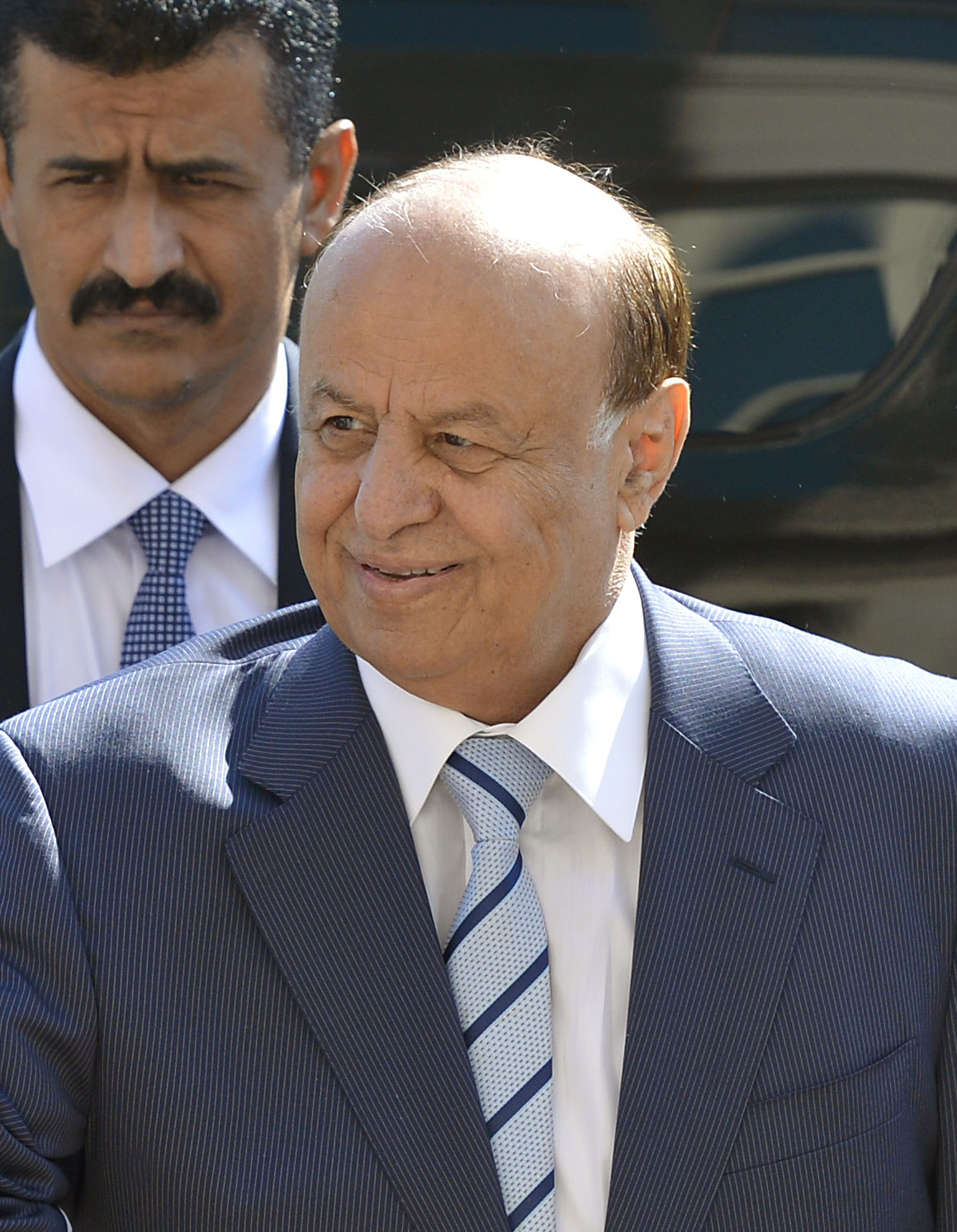
الرئيس الثاني للجمهورية اليمنية عبد ربه منصور هادي

تقدم الرئيس اليمني عبد ربه منصور هادي برسالة بتاريخ 24 مارس 2015م، إلى قادة دول مجلس التعاون الخليجي، موضحا فيها التدهور الشديد وبالغ الخطورة للأوضاع الأمنية في الجمهورية اليمنية جراء الأعمال العدوانية للحوثيون، والمدعومة أيضاً من قوى إقليمية هدفها بسط هيمنتها على هذه البلاد وجعلها قاعدة لنفوذها في المنطقة، وناشد الدول الخليجية للوقوف إلى جانب الشعب اليمني لحمايته، وطلب منها، استناداً إلى مبدأ الدفاع عن النفس المنصوص عليه في المادة (51) من ميثاق الأمم المتحدة، واستناداً إلى ميثاق جامعة الدول العربية ومعاهدة الدفاع العربي المشترك، تقديم المساندة الفورية بكافة الوسائل والتدابير اللازمة بما في ذلك التدخل العسكري لحماية اليمن وشعبه من العدوان الحوثي المستمر وردع الهجوم المتوقع حدوثه في أي ساعة على مدينة عدن وبقية مناطق الجنوب، ومساعدة اليمن في مواجهة القاعدة وداعش.
وتقدمت الحكومة اليمنية بطلب لجامعة الدول العربية تطلب منها التدخل عسكريا في اليمن. وطالب وزير الخارجية رياض ياسين دول الخليج ومصر بالموافقة على طلب التدخل عسكريا في اليمن.

### البيان الخليجي
أكد بيان لدول الخليج ما عدا سلطنة عُمان، الاستجابة لطلب الرئيس اليمني عبد ربه منصور هادي، بردع عدوان ميليشيات الحوثي وتنظيمي القاعدة وداعش على البلاد. وصدر بيان لدول السعودية والإمارات والبحرين وقطر والكويت ماعدا عمان
وقالت الدول الخليجية«قررت دولنا الاستجابة لطلب الرئيس عبد ربه منصور هادي رئيس الجمهورية اليمنية لحماية اليمن وشعبه العزيز من عدوان الميليشيات الحوثية التي كانت ولا تزال أداة في يد قوى خارجية لم تكف عن العبث بأمن واستقرار اليمن الشقيق».

## التحالف العربي لدعم الشرعية اليمنية

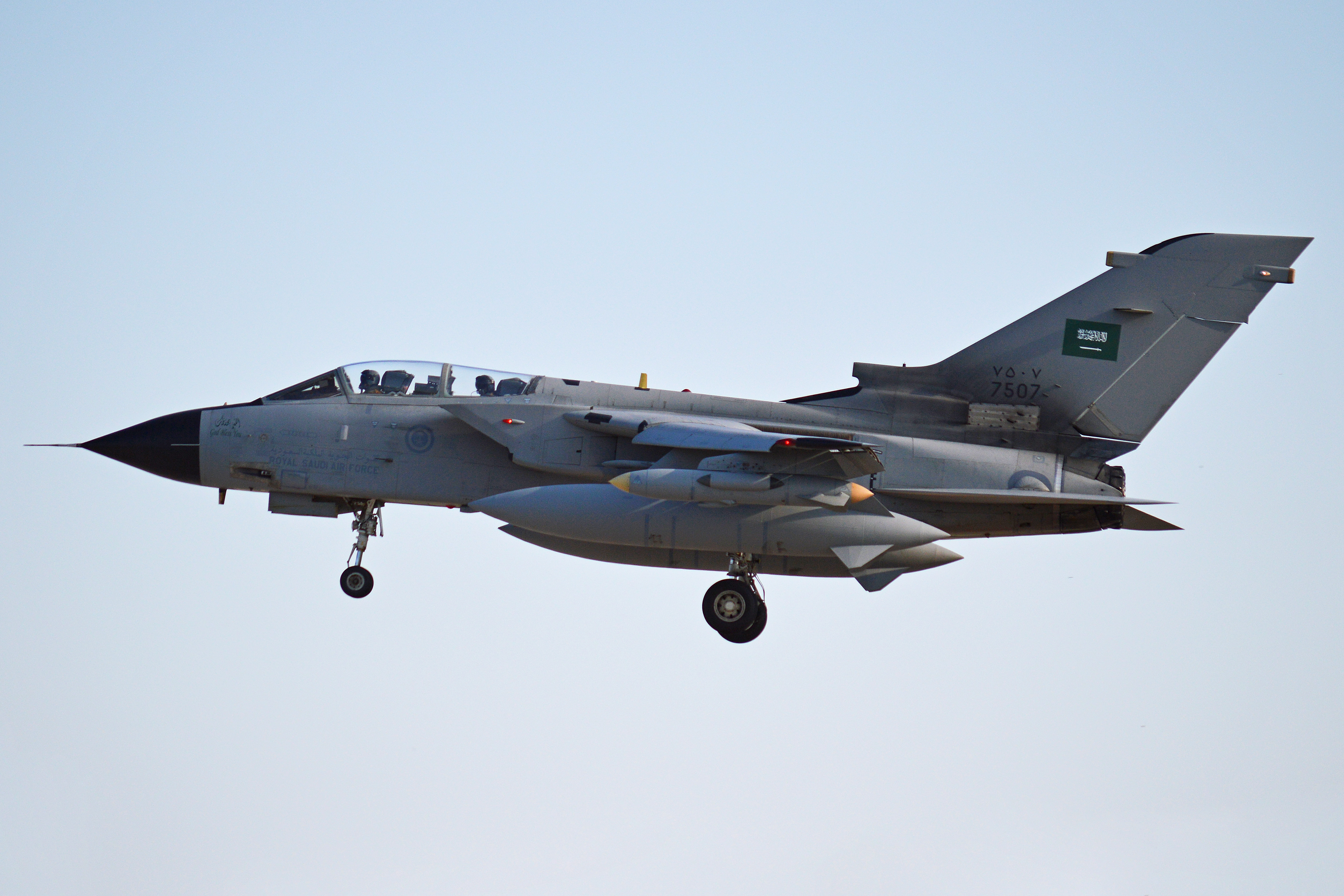
طائرة حربية مقاتلة من تورنيدو تابعة للقوات الجوية السعودية فوق مديرية كتاف بمحافظة صعدة شمال اليمن

ميغ 29 اس ام تي حاولت ميليشات الحوثي-صالح الموالية لإيران استخدامها في اعتراض طائرات القوات الجوية الملكية السعودية هي تابعة للقوات الجوية اليمنية

أعلنت القوات المسلحة السعودية عن انطلاق عملية عاصفة الحزم 
من قبلها بالإضافة لمشاركة رئيسية لدول مجلس التعاون الخليجي وهي الإمارات العربية المتحدة والبحرين  وقطر والكويت  عدى سلطنة عمان. وبمشاركة رمزية ومحدودة لكل من الأردن ومصر والمغرب والسودان (مشاركة رمزية محدودة ولكن أصبحت مشاركة رئيسية بعد عامين الحرب وتحرير عدن) 

### المشاركات الرئيسة

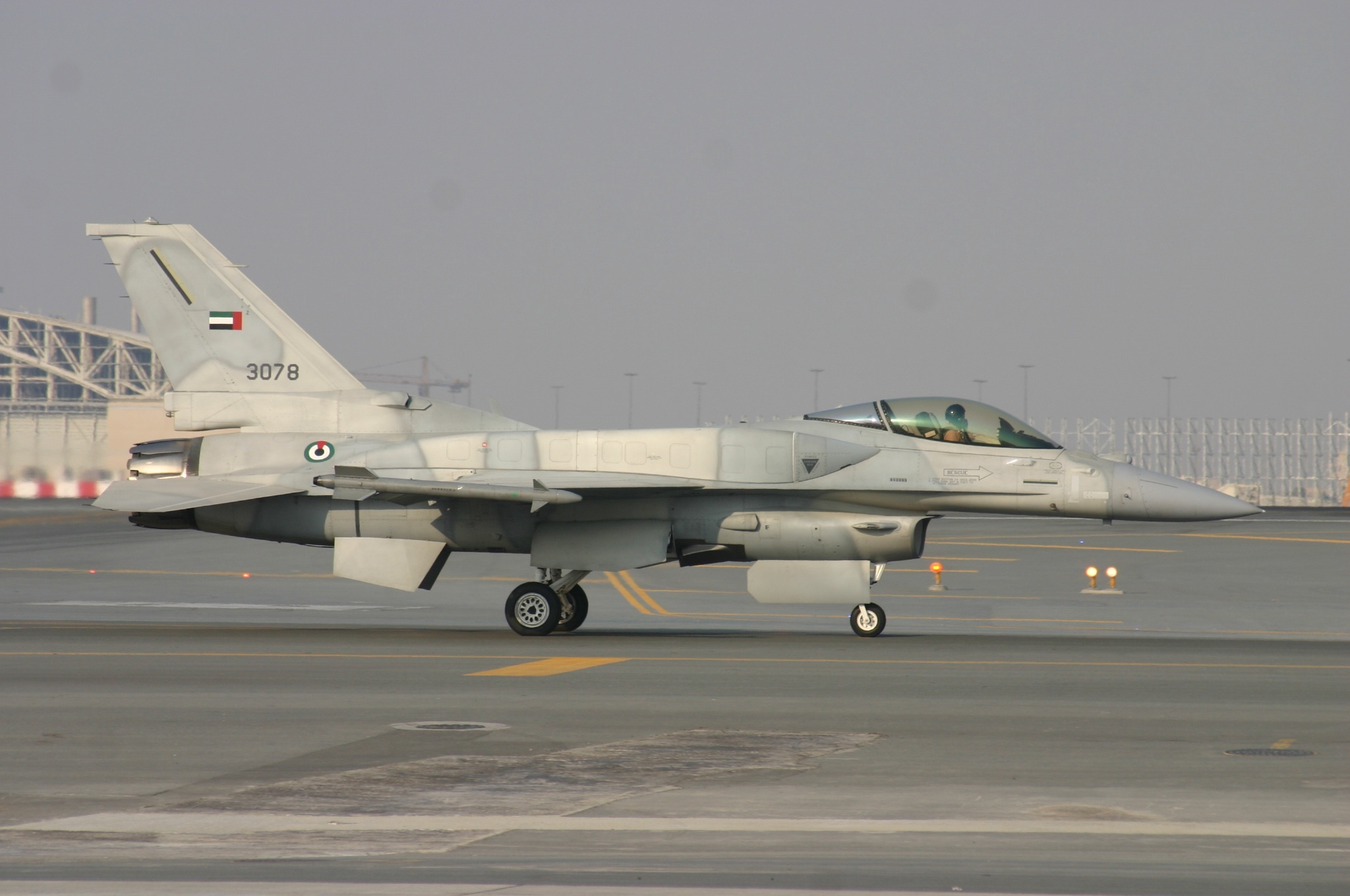
طائرة إف-16 إماراتية

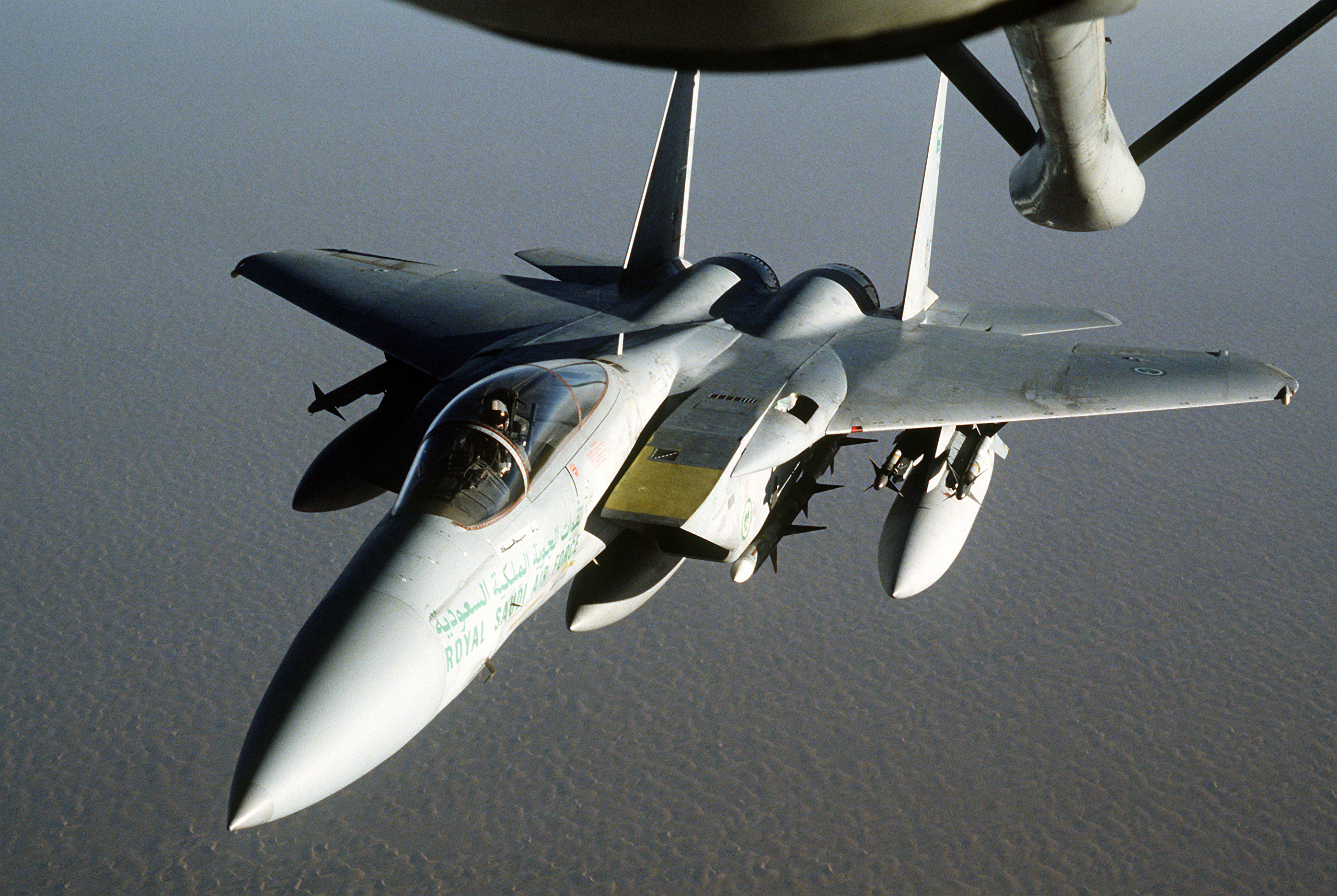
مقاتلة إف 15 التابعة للقوات الجوية الملكية السعودية

- السعودية:
  -  القوات الجوية الملكية السعودية: أكبر وأضخم قوة جوية في التحالف العربي بمقدار 150 طائرة حربية مقاتلة و 30 مروحية هجومية من نوع أباتشي تسيطر على الأجواء اليمنية وتفرض حظر جوي منذ 2015.
  -  القوات البرية الملكية السعودية:150 ألف جندي في الحدود السعودية اليمنية وفي عمق اليمن في محافظات صعدة وحجة والجوف ومأرب وتعز وحضرموت وعدن وشبوة ولحج والمهرة وسقطرى وميون.
  -  القوات البحرية الملكية السعودية: بوارج وسفن الأسطول الغربي السعودي في البحر الأحمر تسيطر على المياه الإقليمية اليمنية ومعظم الموانى اليمنية ومضيق باب المندب وتفرض حظر بحري على اليمن لمنع تدفق الأسلحة
  - قوات الدفاع الجوي الملكي السعودي: تنتشر كتائب ومنظومات الدفاع الجوي السعودي في عمق اليمن في محافظات مأرب وحضرموت والمهرة وتعز وعدن ولحج
  - الحرس الوطني السعودي: لواء الأمير سعد ولواء الملك عبد العزيز الآلي على الحدود السعودية اليمنية وفي العمق اليمني في محافظتي صعدة وحجة.
  - حرس الحدود السعودي: القطاع الجنوبي في عسير وجيزان ونجران.[18][136][137][138]
- الإمارات العربية المتحدة:
  -  القوات الجوية الإماراتية: ثاني قوة جوية بالتحالف العربي بمقدار 30 طائرة حربية بالإضافة لكتائب الدفاع الجوي الإماراتي في مأرب وتعز وعدن ولحج.[19]
  - القوات البرية الاماراتية: 10 الاف جندي في عمق اليمن في محافظات مأرب وشبوة وعدن وأبين ولحج وتعز والساحل الغربي وحضرموت وسقطرى وميون.
- الكويت:
  -  القوة الجوية الكويتية:15 طائرة حربية.[19]
- البحرين:
  -  سلاح الجو الملكي البحريني:15 طائرة حربية.[19]
- قطر:
  -  القوات الجوية القطرية:10 طائرات حربية.[19] (خرجت من التحالف العربي لدعم الشرعية اليمنية في يونيو 2017)[139]
- السودان: 6000 آلاف جندي من قوات الدعم السريع (الجنجويد) في عمق اليمن في ثلاث جبهات وهي صعدة وحجة والساحل الغربي بالإضافة لقوة رمزية في العاصمة المؤقتة عدن (مشاركة رئيسية في الحرب منذ 2017)

### المشاركات الرمزية والمحدودة
- الأردن:
  -  سلاح الجو الملكي الأردني:6 طائرات حربية فقط (مشاركة رمزية ومحدودة).[19]
- المغرب:
  -  القوات الجوية الملكية المغربية:6 طائرات حربية فقط (مشاركة رمزية ومحدودة).[19]
- مصر:
  -  القوات الجوية المصرية: 16 طائرة مقاتلة (مشاركة رمزية ومحدودة).
  -  القوات البحرية المصرية:4 سفن حربية وفرقاطة بحرية (مشاركة رمزية ومحدودة).[21][22]
- السودان:
  -  القوات الجوية السودانية 3 طائرات حربية (مشاركة رمزية ومحدودة).[19]

## تسمية العملية
تم تسميتها بعاصفة الحزم نسبة إلى مقولة مؤسس المملكة العربية السعودية عبد العزيز آل سعود:
| عملية عاصفة الحزم | الحزم أبو العزم أبو الظفرات والترك أبو الفرك أبو الحسرات. | عملية عاصفة الحزم |

## أهداف العملية

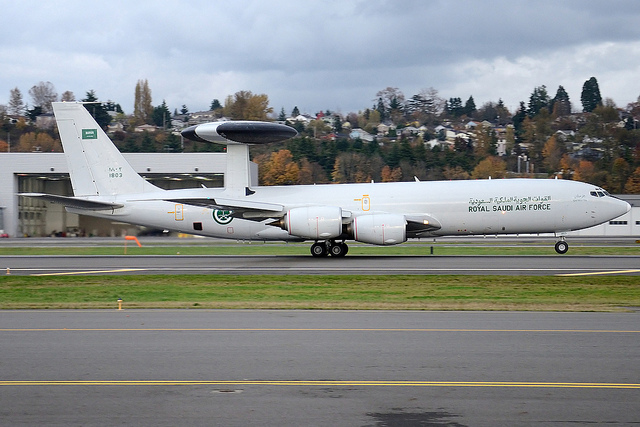
بوينغ إي-3 سينتري نظام الإنذار المبكر والتحكم والسيطرة استخدمتها السعودية للتحكم والسيطرة على أرض المعركة

جنود يمنيين على منصة إطلاق الصواريخ.

في ايجاز صحفي يوم 28 مارس قال المتحدث باسم الحملة أن أهدافها العسكرية هي مهاجمة القواعد الجوية ومراكز العمليات وتدمير الطائرات ومراكز القيادة والسيطرة والاتصالات، وتدمير الصواريخ البالستية، وفي تصريح لسفير السعودية في واشنطن عادل الجبير قال أن العملية العسكرية تهدف لتدمير الأسلحة التي قد تشكل خطراً على المملكة العربية السعودية سواء أكانت أسلحة جوية أو صواريخ بالستية أو أسلحة ثقيلة.

## العمليات

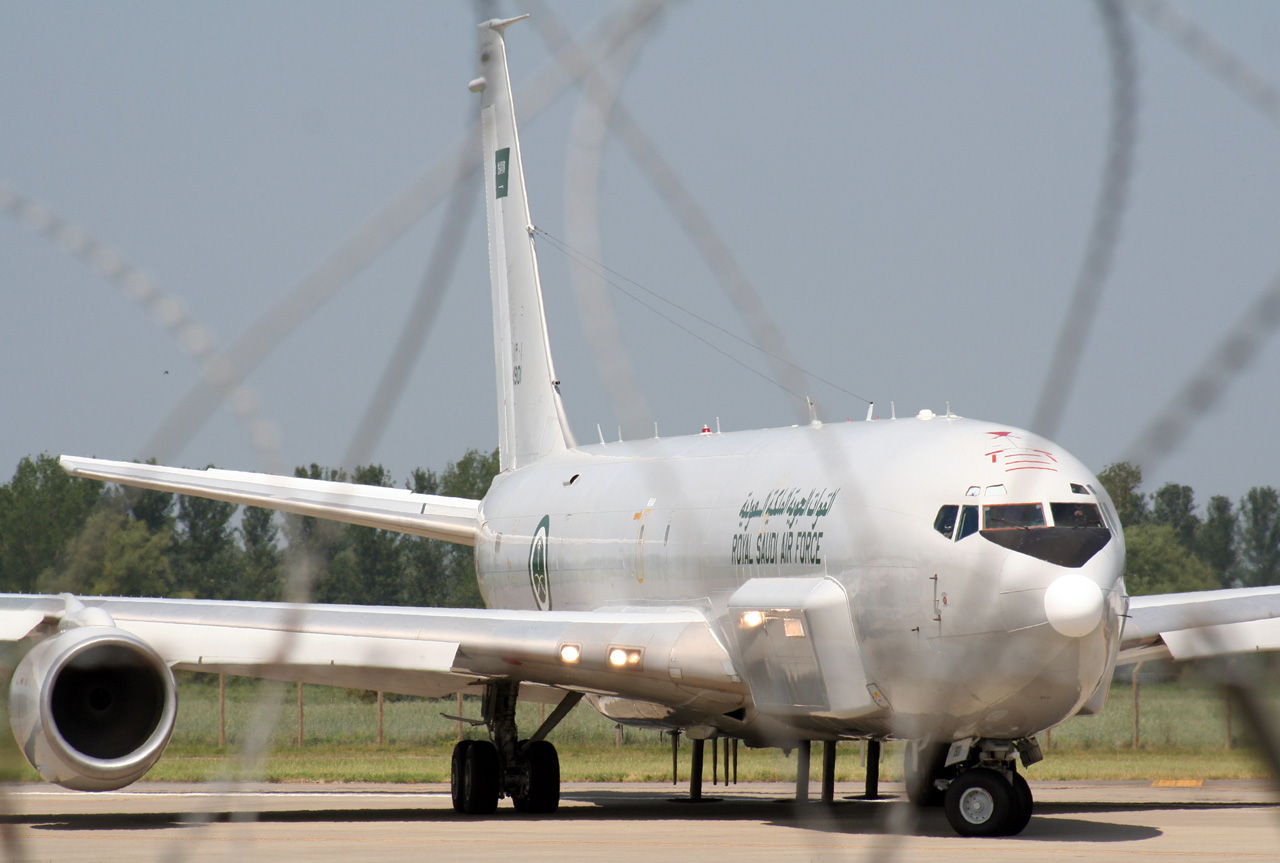
إحدى طائرات الاستخبارات والإشارات السعودية من طراز آر إي-3 إيه والتي قامت بدور الإعماء والتشويش لنظم الاتصالات والردارات

### صنعاء

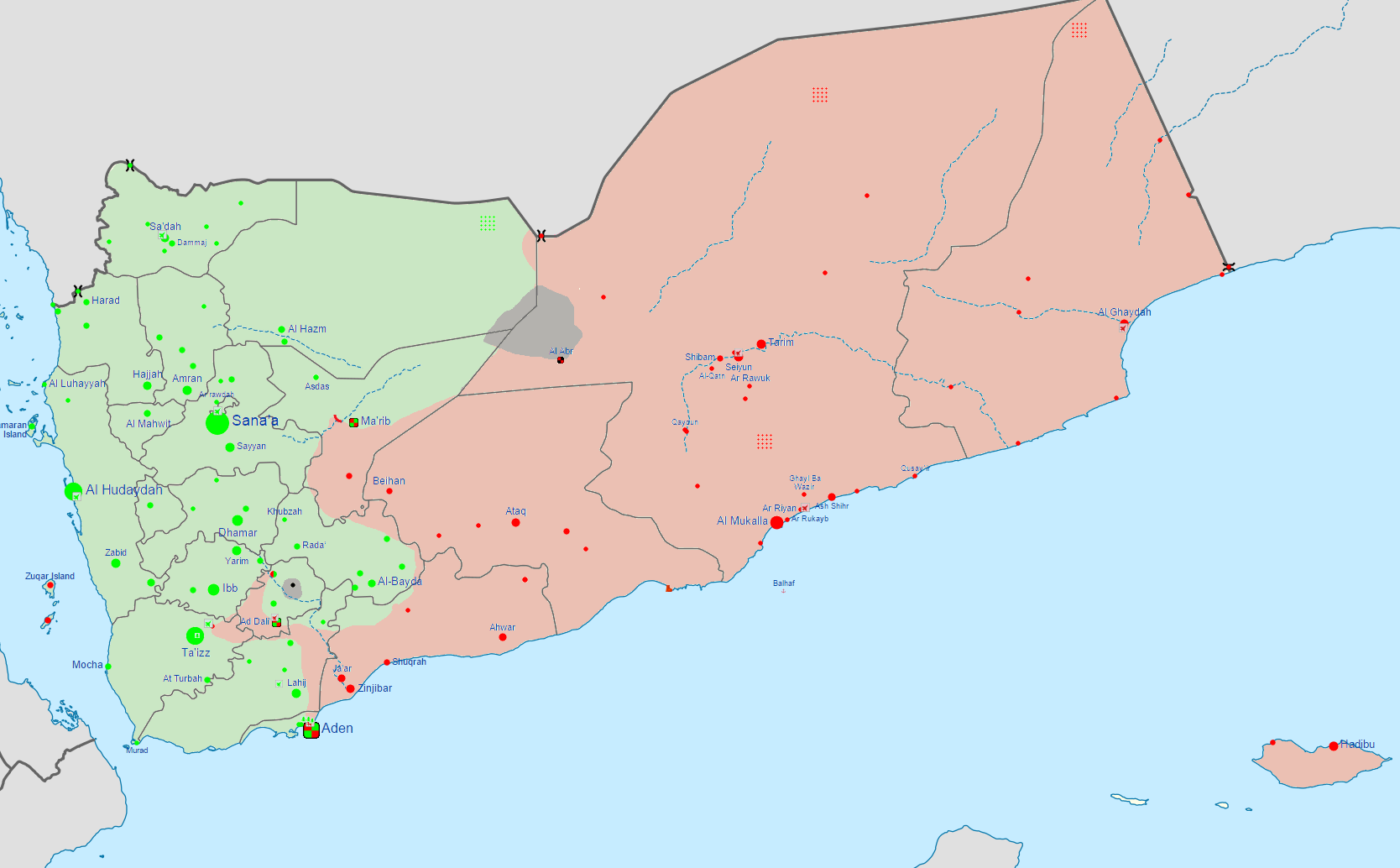
الوضع في اليمن بتاريخ 26 مارس 2015
تحت سيطرة الحوثيون والجيش المؤيد لصالح
تحت سيطرة الجيش المؤيد للرئيس هادي
تحت سيطرة القاعدة وأنصار الشريعة
تحت سيطرة الحراك الجنوبي

استهدفت الضربات الجوية في 26 مارس اليوم الأول للحملة قاعدة الديلمي الجوية في صنعاء، ودمرت طائرات حربية،  ومدرج القاعدة، وغرف عمليات وسيطرة. ودمرت غارات التحالف مطار صنعاء الدولي وهنجر الصيانة التابع للواء الثاني طيران وهنجر التسليح الخاص به، المتمركز في قاعدة الديلمي، ودمرت الغارات رادار جبل النبي شعيب وموقع دفاع جوي في بيت عذران غرب صنعاء. واستهدفت طائرات الميج 29 في القاعدة الجوية. وأعلن التحالف الأجواء اليمنية منطقة محظورة.
واستهدفت الضربات معسكرات الجيش المؤيد لصالح في دار الرئاسة بصنعاء والشرطة العسكرية ومعسكر القوات الخاصة،  وردت وحدات الدفاع الجوي من جميع الجبال المحيطة بصنعاء، محاولة صد الضربات الجوية. واستهدفت الغارات معسكر ريمة حميد جنوب صنعاء التابع للرئيس السابق علي عبد الله صالح في مسقط رأسه سنحان. وكذلك استهدفت الغارات مقر قيادة المنطقة العسكرية السادسة (الفرقة الأولى مدرع سابقاً) الذي سيطر عليه جماعة الحوثيون «أنصار الله» وجعلوه معسكراً تابعاً لهم، وقيادة قوات الاحتياط في «معسكر السواد» جنوب صنعاء الذي يضم عدة معسكرات تابعة للحرس الجمهوري.
وفي 27 مارس كثفت طائرات التحالف خلال الليل ضرباتها على مقر قيادة المنطقة العسكرية السادسة شمال صنعاء، ومقر القوات الخاصة ودار الرئاسة، ومعسكر قوات الأمن الخاصة (المركزي سابقا)، و«معسكر الصباحة» غرب العاصمة، وتم قصف مخازن السلاح في جبل نقم شرق صنعاء. واستهدفت الغارات في 27 مارس معسكر ألوية الصواريخ بفج عطان، وتجدد القصف أيضا على قاعدة الديلمي الجوية في صنعاء. وفي فجر الجمعة 27 مارس شنت طائرات التحالف ضربات جوية على مواقع عسكرية في محيط جبل نقم ومعسكر اللواء 63 مشاة في جبل الصمع في محيط صنعاء وأرحب شمال العاصمة.
استهدفت الغارات في 28 مارس دفاعات جوية وبطاريات صواريخ سام في قاعدة الديلمي الجوية، وللمرة الثالثة تعرض مجمع الرئاسي في صنعاء للقصف، وردت وحدات الدفاع الجوي بأسلحة مضادة للطيران ضد مقاتلات التحالف. واستهدف القصف قيادة القوات الخاصة القريب من دار الرئاسة في صنعاء، وقصفت الطائرات أيضا قاعدة الديلمي التي شرع الحوثيون في إعادة تجهيزها.
وشملت الغارات مقر كلية الطيران والدفاع الجوي وألوية الصواريخ في بفج عطان جنوب غرب صنعاء، وأستهدفت مخازن السلاح للقوات الخاصة بمنطقة الصباحة غربي صنعاء، ومخازن أخرى في جبل «نُقم» شرقيها، ، وأيضاً «معسكر الخرافي» التابع لقوات الاحتياط (الحرس الجمهوري سابقاً) شمال صنعاء، وموقع «الصمع» العسكري بمنطقة أرحب.
وفي اليوم الخامس للحملة 29 مارس واصلت الضربات الجوية استهداف مقر قيادة الحرس الجمهوري جنوب صنعاء،  واستهدفت مخازن تموينية للقوات المسلحة، بالقرب من جبل عطان، وشهدت صنعاء حركة نزوح محدودة لسكان يقطنون قرب المطار والمعسكرات وتمركزات الحوثيين، خشية تجدد القصف الجوي.
وفي المساء هزت صنعاء انفجارات ناتجه عن قصف طيران التحالف لمعسكرات اللواء الخامس صواريخ واللواء السادس صواريخ اسكود التابعان لألوية الصواريخ في جبل «عطّان» جنوب غرب صنعاء، واستمرت الانفجارات في مخازن الأسلحة والصواريخ لأكثر من ساعة، وتطايرت قذائف وصواريخ مشتعله من المعسكر باتجاه الأحياء المحيطة بالمعسكر.

### محافظات الشمال
الحديدة

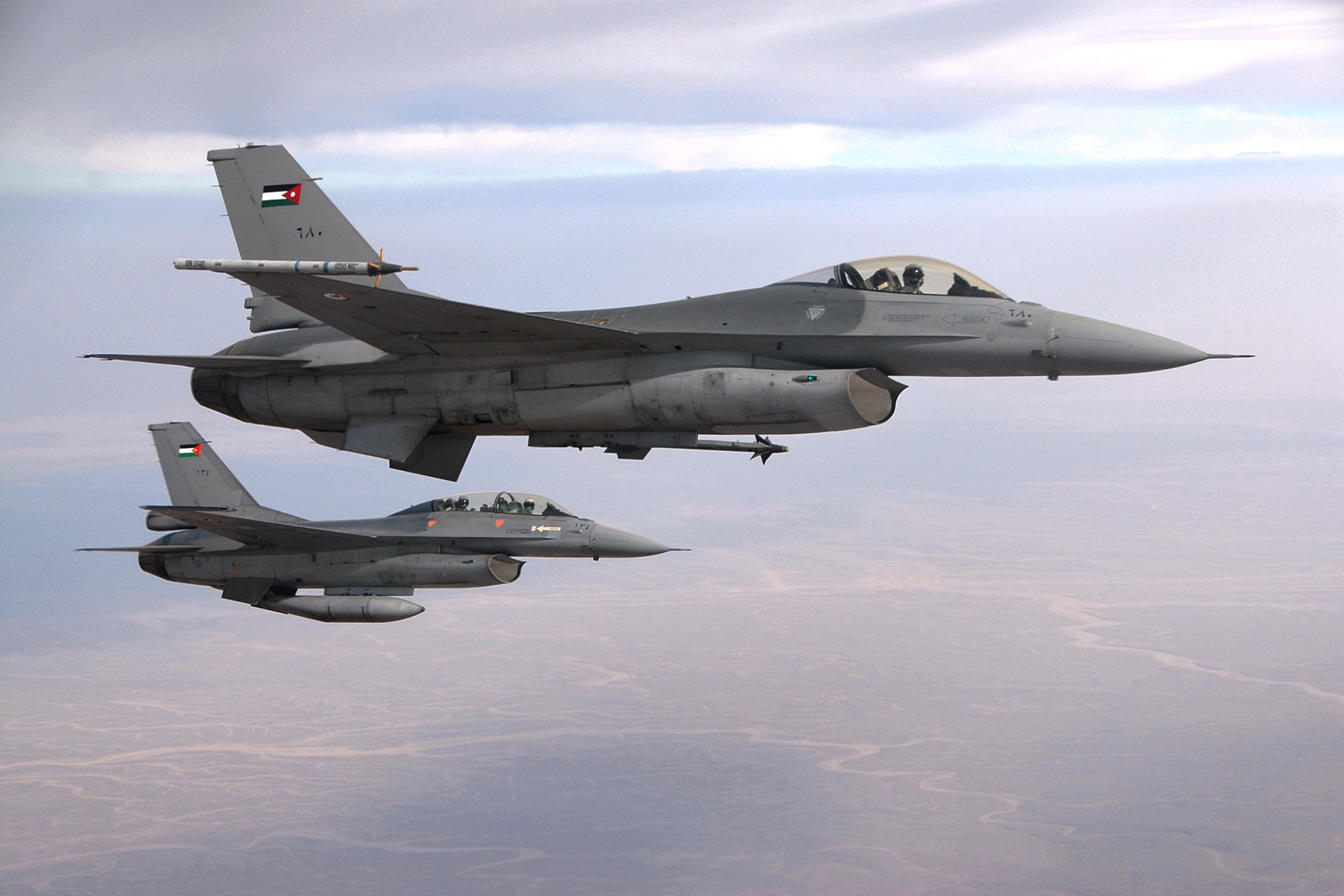
طائرتان إف-16 من سلاح الجو الملكي الأردني

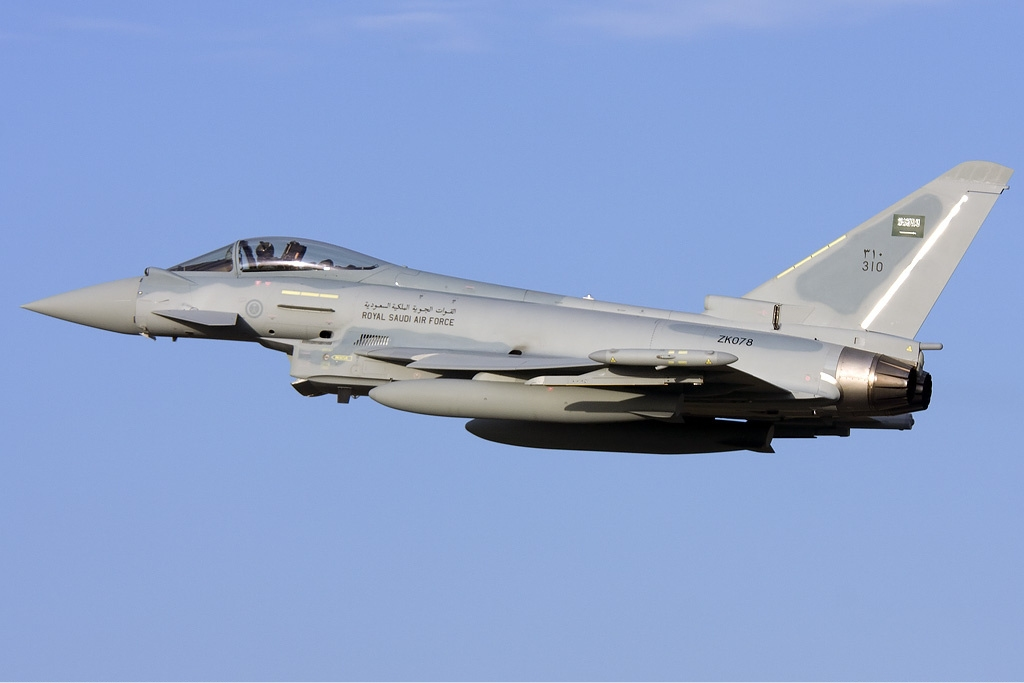
مقاتلة يوروفايتر تايفون تابعة للقوات الجوية الملكية السعودية.

استهدفت الغارات في 26 مارس مطار الحديدة الدولي وقاعدة طارق الجوية التي يتواجد فيها اللواء 67 طيران واللواء 130 دفاع جوي في مدينة الحديدة على البحر الأحمر غرب اليمن. وفي اليوم التالي 27 مارس استهدفت الغارات مواقع للدفاع الجوي بميناء الصليف شمال غرب مدينة الحديدة،  ودمرت غارات طائرات التحالف مدرج مطار الحُديدة الدولي،  وفي 29 مارس استهدف «اللواء 65 دفاع جوي»، جنوبي المطار العسكري بمحافظة الحديدة على البحر الأحمر.
صعدة
استهدفت الغارات في 26 مارس مواقع لقيادات جماعة أنصار الله وأماكن تجمع مسلحيهم شمال اليمن بمحافظة صعدة،  واستهدف مطار صعدة المحلي، وشنت طائرات التحالف في 27 مارس غارات جوية على مواقع للجماعة في محافظة صعدة، وغارة جوية على معسكر اللواء 131 مشاة في منطقة كتاف بصعدة. وفي اليوم التالي 28 مارس استهدف طيران التحالف محطة الكهرباء والغاز في صعدة، ومواقع عسكرية في «قِحْزَة» وجبل العين ووادي الجبال في صعدة، وأصابت الغارات مخازن للأسلحة في معسكر «كهلان» في 29 مارس.
تعز
استهدفت غارة جوية في اليوم الثاني للعملية في 27 مارس قاعدة طارق الجوية، شرقي محافظة تعز، والتي نُقل إليها قوات عسكرية وأسلحة وعتادا عسكرياً وطائرات في اليومين الماضيين. وقصف طيران التحالف في 29 مارس منصة صواريخ الدفاع الساحلي بمدينة المخاء الساحلية التي يتواجد فيها باب المندب غرب محافظة تعز.
مأرب
شنت طائرات التحالف في 27 مارس غارات على قاعدة اللواء 180 دفاع جوي في محافظة مأرب اليمنية المنتجة للنفط شمال شرقي العاصمة صنعاء مما أسفر عن تدمير محطة رادار على بعد خمسة كيلومترات فقط من حقل صافر النفطي.
وفي 28 مارس استهدف معسكر اللواء الثالث مشاة (الحرس الجمهوري سابقا) على خط مأرب صنعاء. وكثف الطيران غاراته في 29 مارس في محافظة مأرب.
حجة
في 29 مارس في محافظة حجة الحدودية شمال اليمن، استدفت ضربة جوية مسلحون من جماعة أنصار الله بالقرب من أو داخل مخيم المرزق في مديرية حرض الذي يعيش فيه نازحين بسبب حروب نزاع صعدة،  أسفر عن مقتل واصابة العشرات  ونفى وزير الخارجية اليمني علاقة عمليات عاصفة الحزم بقصف المخيم رياض ياسين وأتهم الحوثيين بارتكاب المجزرة.
إب
استهدف قصف لطيران التحالف رتل عسكري من القوات المؤيدة لعلي عبد الله صالح في مدينة يريم بمحافظة إب وسط اليمن في 31 مارس، وكان الرتل العسكري المكون من عربات وأطقم عسكرية، يمر في «طريق صنعاء تعز»، بين مدينتي يريم وكتاب،  وقتل في القصف ما لا يقل عن 11 شخصاً وأصيب 33 آخرين، ونتيجة للقصف اشتعلت النيران في محطتي وقود، ونقلت البي بي سي عن مصادر عسكرية إن معسكر للحرس الجمهوري في يريم «أطلق بالتزامن مع الغارات قذيفة مدفعية أصابت ناقلة غاز ما تسبب في انفجار هائل وأضرار مادية كبيرة». ونجم عن الاستهداف انفجارات عنيفة في محلات لبيع الغاز أدت إلى احتراق عدد من المنازل.

### دعم المقاومة في الجنوب
وفي جنوبي اليمن، استهدفت الضربة الأولى في 26 مارس مقر قاعدة العند الجوية في لحج والتي تبعد نحو 60 كم إلى الشمال من عدن والتي سيطرت عليها قوات عسكرية وحوثيون يوم الأربعاء 25 مارس. والتي يتواجد فيها اللواء 90 طيران واللواء 39 طيران واللواء 201 واللواء 210 مشاة ميكا. واستهدفت الغارات مواقع عسكرية في الضالع استولى مسلحي أنصار الله على أغلبها في الأيام الماضية. وأغارت طائرات التحالف في 27 مارس على «معسكر الصدرين» التابع للواء 33 مدرع المؤيد لعلي عبد الله صالح في مريس بالضالع جنوب اليمن.
وفي عدن استهدفت الغارات منذ يومها الأول القصر الرئاسي في عدن ومحيطه الذي أقتحمه حوثيون الأربعاء. وفي 3 أبريل قامت قوات التحالف بإمداد المقاومة الجنوبية بالسلاح عبر الإنزال المظلي لمواجهة الحوثيون «أنصار الله»، وذلك بكميات من الأسلحة المتنوعة ومعدات اتصال متطورة وأسلحة خفيفة وقذائف صاروخية. واستهدف طيران التحالف في 29 مارس إمدادات متجهة لعدن في منطقة بيحان في محافظة شبوة جنوب اليمن.

### التحرك البحري
أعلنت القيادة العسكرية منذ بدء العملية، حظر اقتراب السفن من الاقتراب من الموانئ اليمنية، وتزامن ذلك مع قيام قطع بحرية تابعة للتحالف بمراقبة الموانئ اليمنية، وإغلاق الموانيء البحرية الرئيسية، وهي (ميناء عدن وميناء المكلا وميناء المخاء وميناء الحديدة)، لتمنع بذلك تلك الإجراءات الإمداد العسكري لصالح وحلفائه عبر البحر، أو إمدادهم بالأموال.
سارعت مصر والسعودية لنشر سفن حربية لدعم عمليات التحالف. وسمح الصومال لدول عاصفة الحزم استخدام مجاله الجوي ومياهه الإقليمية. وكانت السعودية قد طلبت رسميا من حكومة الصومال السماح لها باستخدام مجالها الجوي ومياهها لتنفيذ عمليات عسكرية ضد الحوثيين.
عبرت أربع قطع بحرية من القوات البحرية المصرية قناة السويس نحو خليج عدن في 26 مارس،  وفي 27 مارس نشر سرب من السفن الحربية المصرية والسعودية في مضيق باب المندب،  وحذر التحالف أي سفن من محاولة الوصول إلى موانئ اليمن. وأجلت القوات البحرية الملكية السعودية الدبلوماسيون التابعون للأمم المتحدة من عدن إلى جدة في 28 مارس.
وفي 30 مارس قصفت السفن الحربية المصرية مواقع للحوثيين عند محاولتهم التقدم نحو مدينة عدن. واستهدفت سفن حربية مواقع الحوثيين في مطار عدن الدولي في 1 أبريل.
وقال وزير خارجية جيبوتي محمود علي يوسف أن الحوثيين نشروا أسلحة ثقيلة وزوارق هجومية سريعة على جزيرة ميون وجزيرة صغيرة في مضيق باب المندب، محذراً من نشوب حرب حقيقية في مضيق باب المندب"، وقال أن نشر تلك الأسلحة يمثل خطراً كبيراً على بلاده وعلى حركة مرور الشحن التجاري، والسفن الحربية. ودعا دول التحالف لتنظيف الجزر من أسلحة الحوثيين.
في 4 أبريل، قال الرئيس المصري عبد الفتاح السيسي أن حماية البحر الأحمر وتأمين باب المندب على رأس أولويات الأمن القومي المصري.

### الاشتباكات البرية
أعلن المتحدث باسم «عاصفة الحزم» أحمد العسيري أن الحوثيين حاولوا يوم السبت 28 مارس إطلاق صاروخ بالستي من ضواحي صنعاء على مسافة 60 - 65 كيلو متراً، متابعا أن المحاولة فشلت في الإطلاق وتوجهت المقاتلات لموقع الإطلاق ودمرته.
واستهدفت مدفعية الميدان وطيران القوات البرية المتمثل في مروحيات الأباتشي أرتالا وتحركات آليات ودبابات تابعة لمسلحي جماعة «أنصار الله» في 28 مارس وذلك في المناطق المحاذية للحدود السعودية في منطقة نجران ومنطقة جيزان.

## تطورات

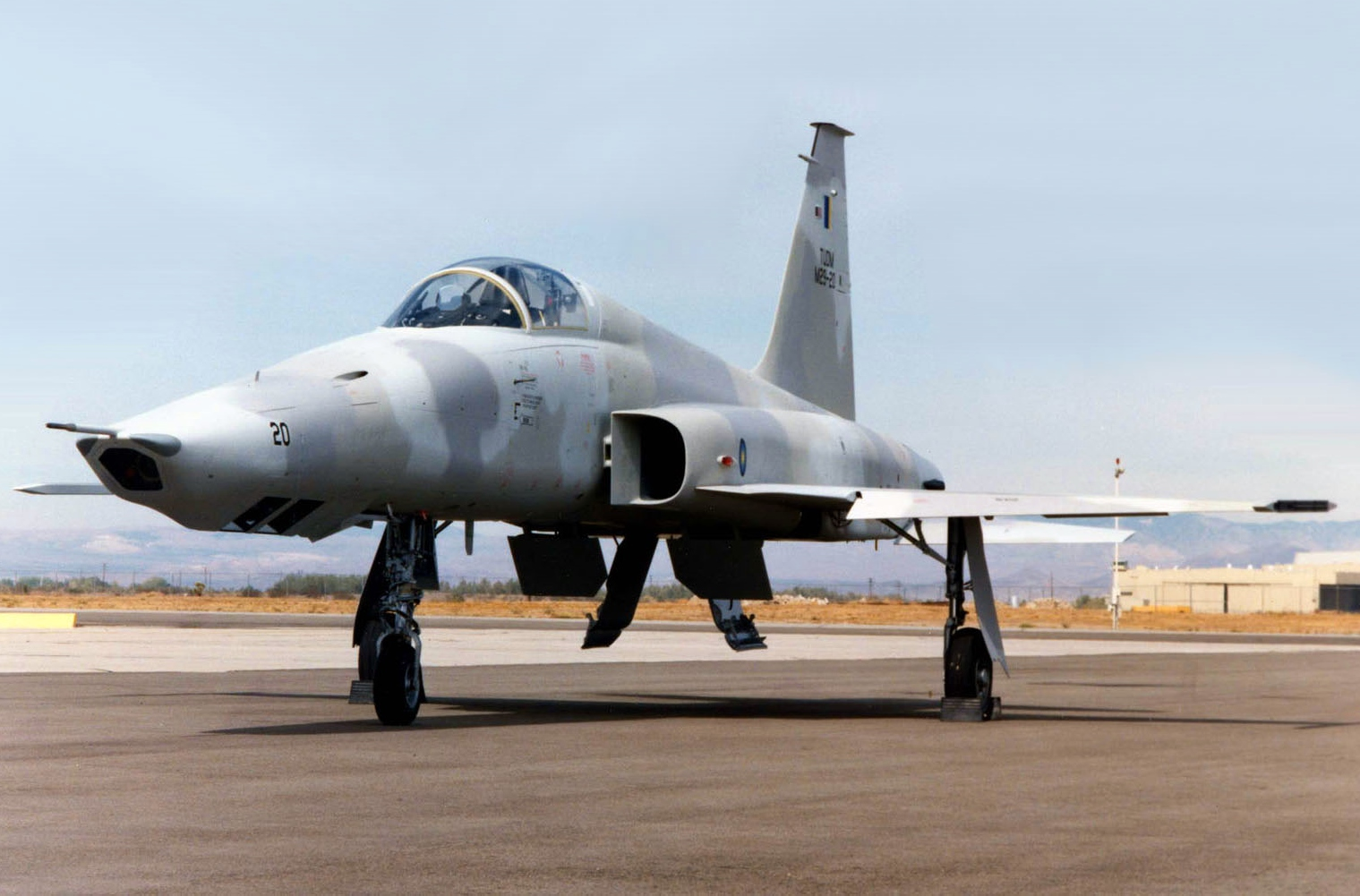
طائرات التجسس والاستكشاف السعودية آر إف-5 إي عين النمر

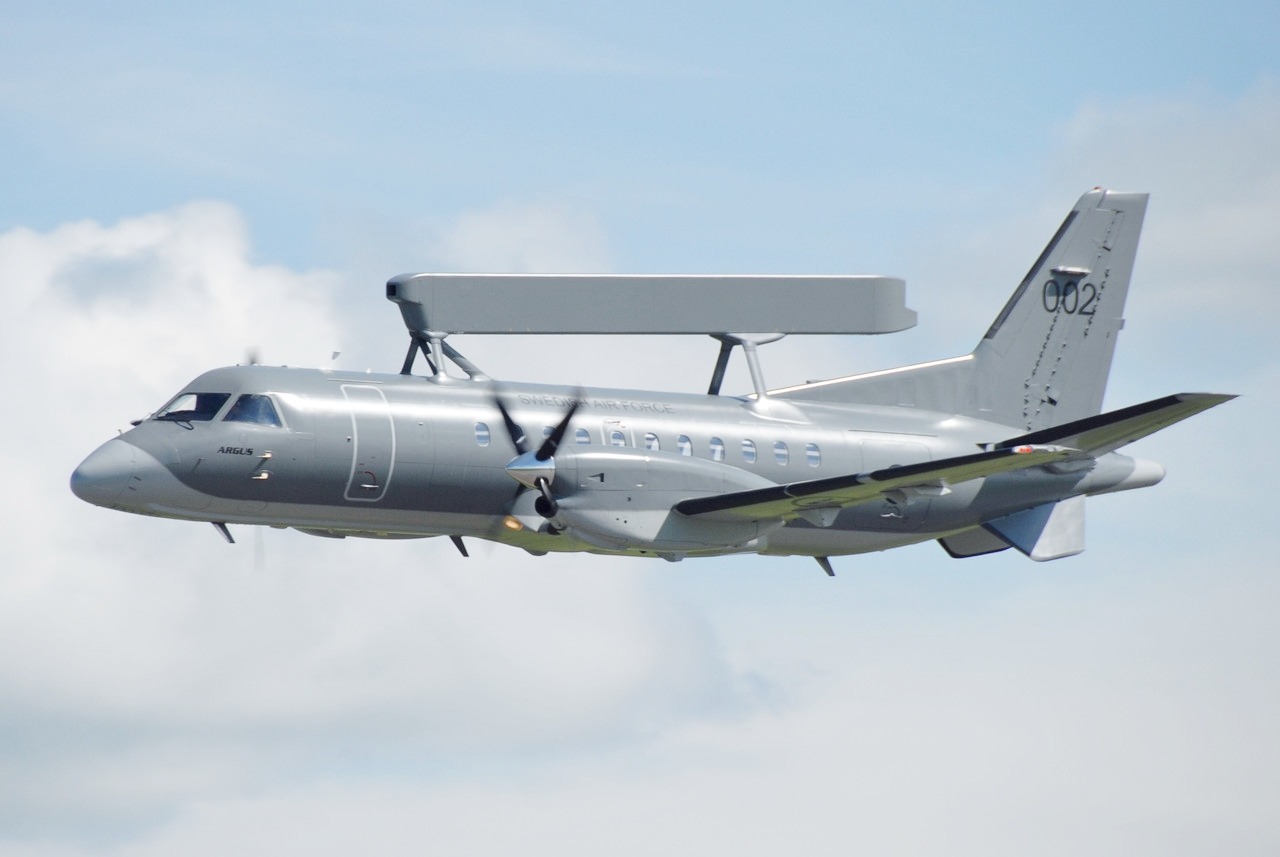
نظام رادار (Erieye) السعودي للإنذار المبكر والتحكم أستخدم لأول مرة في العالم في معارك حقيقية

### تطورات سياسية
- في 28 مارس ناشد علي عبد الله صالح دول التحالف بإيقاف عملية «عاصفة الحزم» مؤكداً أنه لن يترشح هو وأقاربه للرئاسة إذا توقفت عاصفة الحزم.[188]
- في 29 مارس أكد الأمين العام لمجلس التعاون لدول الخليج العربية الدكتور عبداللطيف الزياني أن المطلوب من ميليشيا «الحوثي» للدخول في حوار لحل الأزمة اليمنية تسليم المعدات والأسلحة الموجودة لديها والخروج من المؤسسات الحكومية وتوفير البيئة الآمنة حتى تستطيع الشرعية أن تقوم بممارسة مهامها الدستورية.[189]
- في 31 مارس طالب وزير الخارجية اليمني رياض ياسين، في حوار لقناة العربية بدعم بري عربي في أسرع وقت ممكن مؤكداً حصولهم على رد إيجابي من قوات التحالف العربي حول طلب بهذا الشأن.[190]
- في 3 أبريل تداولت مصادر اعلامية وصحفية أنباء عن انشقاق القياديين في حزب المؤتمر الدكتور أحمد عبيد بن دغر وزير الاتصالات السابق، ويحيى الراعي رئيس مجلس النواب الحالي، ويعتقد أن هذه الانشقاقات جائت نتيجة لسيطرة صالح على حزب المؤتمر وتحالفه مع الحوثيون، [191] وجاءت الانشقاقات لتفادي عقوبات قد تفرض عليهم من دول التحالف.

## خسائر الغارات الجوية

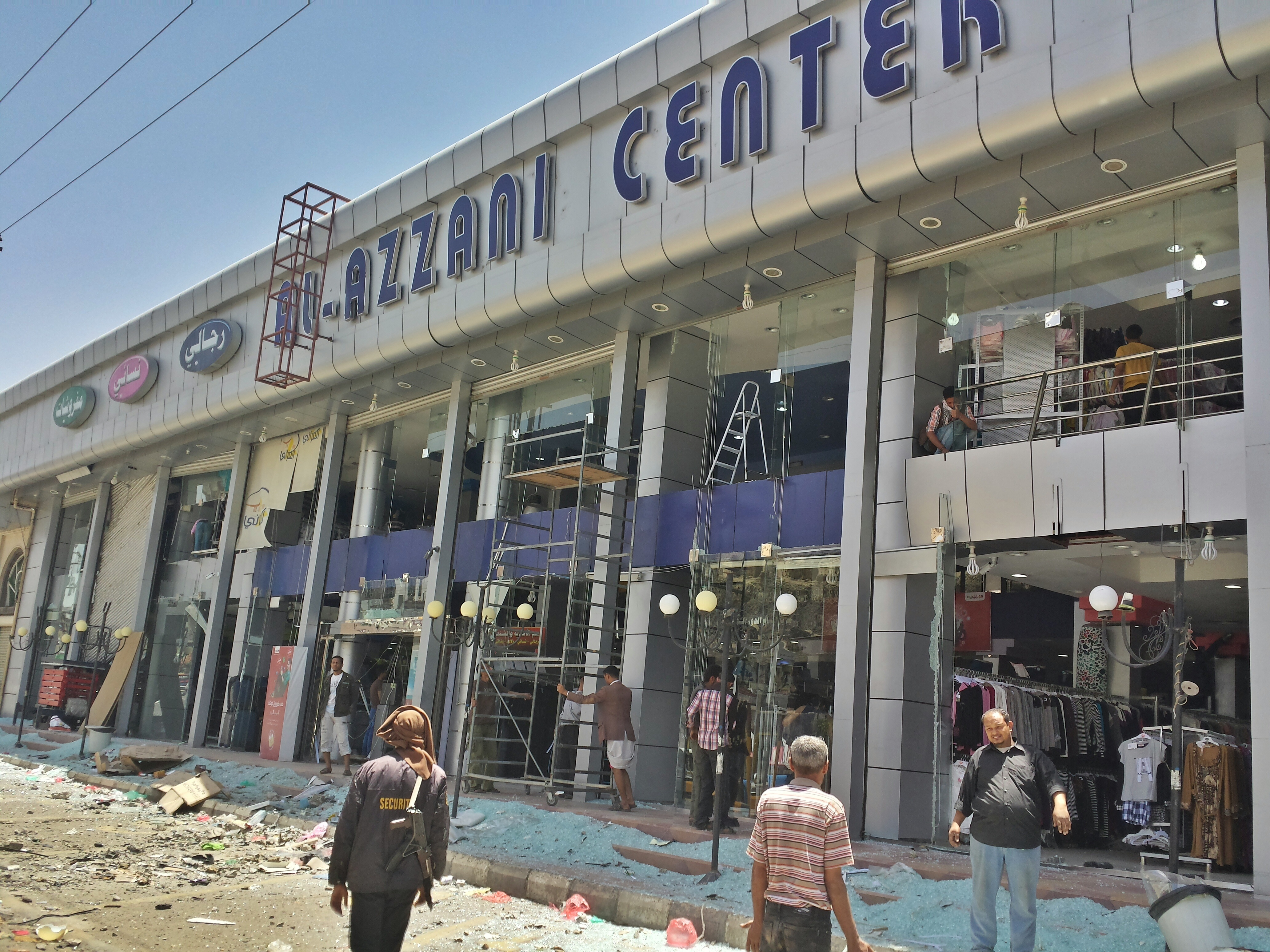
مركز تجاري بالقرب من جبل فج عطان الذي تعرض لضربة جوية من طائرات حربية.

- 29 مارس، قتل ما لا يقل عن 45 شخصاً في ضربة جوية لمخيم المرزق في محافظة حجة الحدودية شمال اليمن.[192][193] وواجهت سيارات الإسعاف صعوبة في الوصول إلى المخيم بسبب قصف التحالف للطريق المؤدية إليه، ويبعد المخيم مسافة عشرة كيلومترات عن أقرب قاعدة عسكرية.[194]
- 31 مارس، قتل ما لا يقل عن 11 شخصاً وأصيب 33 آخرين، [195] في غارات لطائرات التحالف في مدينة يريم بمحافظة إب وسط اليمن، عند استهداف رتل عسكري للحوثيون، [168][169] ونتيجة للقصف اشتعلت النيران في محطتي وقود، وانفجارات عنيفة في محلات لبيع الغاز أدت إلى احتراق عدد من المنازل.[171]
- 7 أبريل، تقرير لليونيسيف ذكر أن 74 طفلًا على الأقل قد قُتل وجُرح 44 طفل بسبب القصف الجوي السعودي على اليمن منذ 26 مارس 2015.[196][197]
- 11 أبريل، قتل ما لا يقل عن 12 شخصاً وأصيب العشرات في غارتان جويتان استهدفت مدخل قرية الظهرة، [198] التي يقطنها مواطنين من "الفئة المهمشة" في محافظة تعز، بينهم أطفالاً ونساء، وأدت العملية إلى تدمير 7 منازل متقاربة ومتلاصقة، ومقتل 7 أطفال و3 نساء ورجلين، وإصابة 10 آخرين. وأستمرت عملية إنقاذ الجرحى إلى عصر اليوم التالي حيث كانت لا تزال هناك جثث تحت الأنقاض.[199]
- 17 أبريل، الطيران السعودي يقصف منزلًا في شمال صنعاء راح ضحيتها 8 من نفس العائلة.[200]
- 20 أبريل، غارة جوية شنها الطيران الجوي السعودي في جبل فج عطان بصنعاء أسفر عنها مقتل 90 شخصاً،[201][202] وجرح أكثر من 398 آخرين، أصيب معظمهم بشظايا الانفجار وتحطم أجزاء من المباني عليهم، [203] وغطت سحابة غبار ضخمة سماء العاصمة، وتعتبر الغارة الأعنف في صنعاء منذ بدء عملية عاصفة الحزم.[204] وتضررت المباني والسيارات والمحلات التجارية في الأحياء المحيطة بموقع الانفجار لأضرار بالغة.[205] وأندلعت النيران في محطة بنزين مجاورة لموقع الانفجار وتضررت مئات السيارات التي كانت في طابور بإنتظار توفُر مادتي البنزين والديزل.[206]
  - أدانت منظمة أوكسفام الدولية للإغاثة غارة نفذتها قوات التحالف في 20 أبريل في محافظة صعدة شمال اليمن، قالت إنها أصابت أحد مخازنها التي تحتوي على مساعدات إنسانية في مدينة صعدة المعقل الشمالي للمقاتلين الحوثيين، وقالت جريس أومر ممثلة اوكسفام في اليمن: «تبادلنا معلومات مفصلة مع التحالف عن مواقع مكاتبنا ومخازنا. ولم يكن لمحتوى المخزن أي قيمة عسكرية. كان يحتوي فقط على مساعدات انسانية.»[207]
- 21 أبريل، سقط نحو 30 شخصًا بين قتيل وجريح في غارات شنها طيران تحالف «عاصفة الحزم» استهدفت جسراً يقع أسفل مرتفع جبلي يعرف بـ «نقيل سُمارة» في منطقة الدليل التابعة لمحافظة إب، [208] واستهدفت الغارات الجسر في وقت كان مكتظا بالعديد من السيارات التي تحمل المدنيين المتوجهين إلى محافظة تعز، [209] ويعتبر هذا الجسر هو حلقة الوصل الوحيدة التي تربط بين محافظات صنعاء وتعز وإب، إلا أن استهدافه كان بغرض قطع وصول الإمدادات العسكرية للحوثيون إلى محافظة تعز والمدن الجنوبية.[210]
  - أستهدفت طائرات التحالف رتلا عسكريا في منطقة السحول بمحافظة إب يعتقد أنه كان في طريقه إلى تعز.

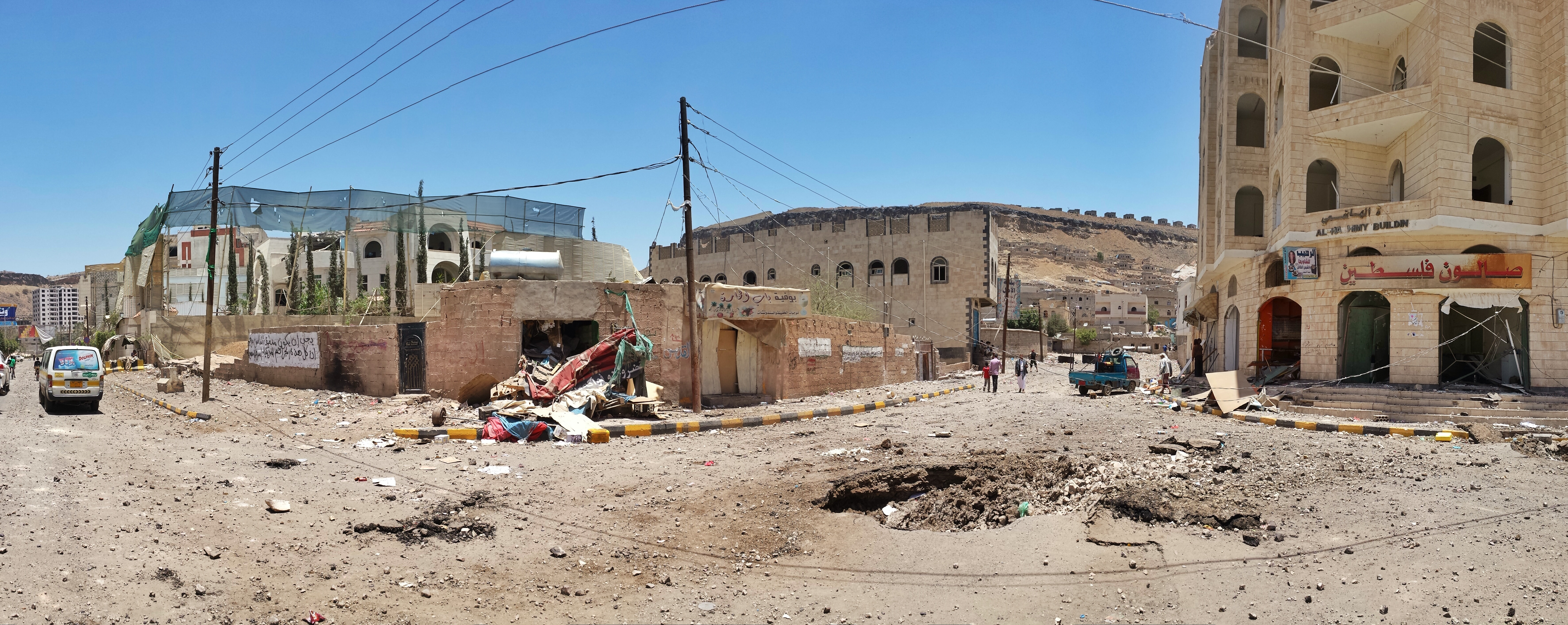
دمار واسع في أحياء سكنية محيطة بجبل فج عطان بصنعاء، الذي تعرض لضربة جوية من طائرات حربية.

## إعلان نهاية عاصفة الحزم
أعلنت قيادة التحالف نهاية عملية عاصفة الحزم في 21 أبريل 2015، وبدء «عملية إعادة الأمل». وجاء ذلك بعد إعلان وزارة الدفاع السعودية أن عاصفة الحزم أزالت التهديدات الموجهة إلى المملكة، بعد أن تمكنت من تدمير الأسلحة الثقيلة والصواريخ الباليستية في عملية نوعية استهدفت جبل عطان بصنعاء.
وقال وزير الخارجية البحريني إن انتهاء عاصفة الحزم، والدخول في إعادة الأمل، لا يعني انتهاء العمليات العسكرية أو وقف لإطلاق النار، وأن إعادة الأمل ستكون بإضافة العمليات الإنسانية وإيصال المساعدات الإنسانية لمن يحتاجها.
وذكر مصدر سعودي لـ سي إن إن أن الحوثيون وافقوا على كل مطالب مجلس الأمن تقريبا، وقبول الرئيس اليمني السابق، علي عبد الله صالح وعائلته على مغادرة اليمن وعدم العودة إليها مطلقا لمنصب سياسي.
واصلت «إعادة الأمل» العمليات العسكرية ضد الحوثيون في مختلف مناطق اليمن مع اشتداد المعارك في محافظة مأرب وفي تعز وأيضاً في العاصمة صنعاء في منطقة فج عطان.

## الحالة الإنسانية
- أكثر من 120 ألف يمني غادروا منازلهم بسبب غارات سلاح الجو السعودي؛ جاء في تقرير صدر عن مكتب الأمم المتحدة لتنسيق الشؤون الإنسانية الاثنين 13 أبريل/نيسان أنه منذ بدء الغارات في 26 مارس/آذار الماضي تجاوز عدد النازحين داخليا 120 ألف شخص. وأشار التقرير إلى أن القدر الأكبر من النازحين (حوالي 60 ألف) سجل في محافظة حجة (إلى شمال غرب العاصمة اليمنية صنعاء).[215]

### إجلاء الرعايا

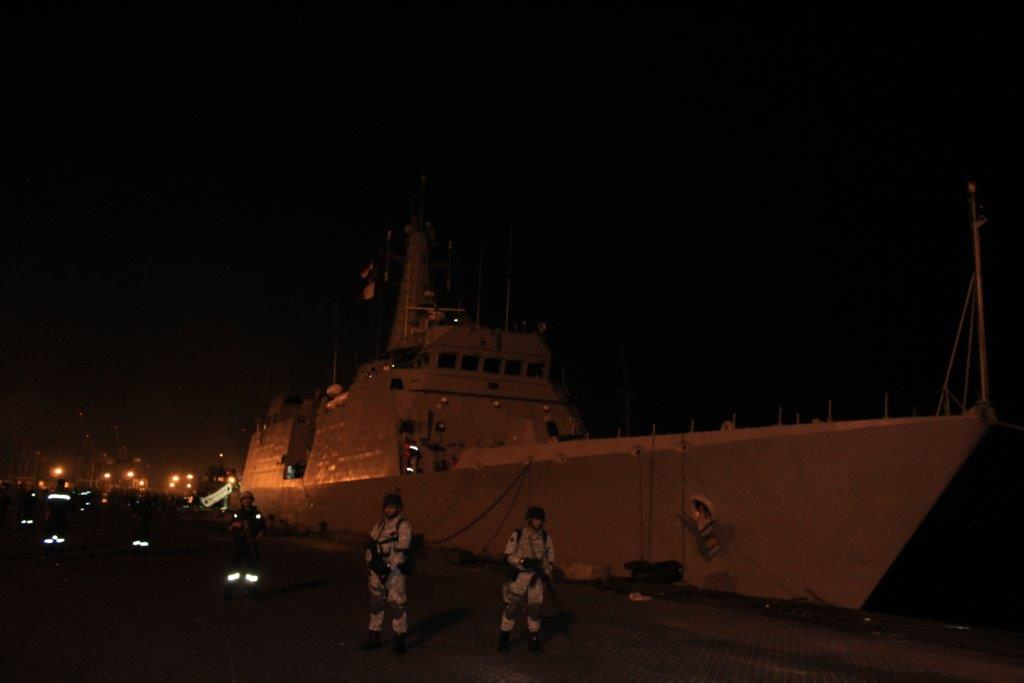
سفينة "آي إن إي سوميترا"، التابعة لأسطول البحرية الهندية في ميناء عدن.

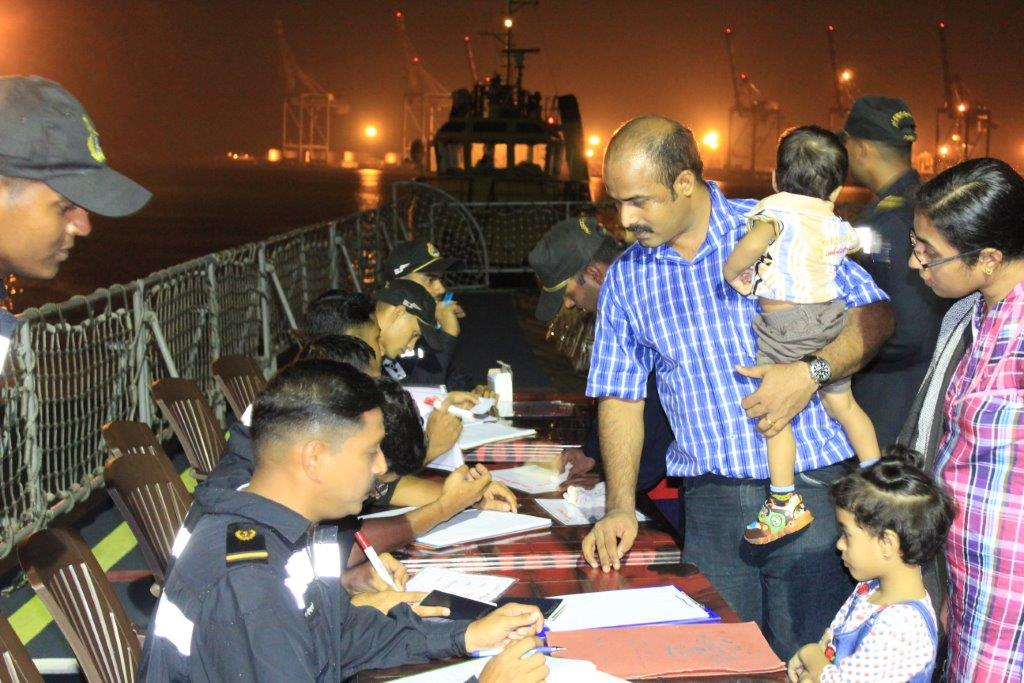
رعايا الهند بعد اجلائهم

- أجلت السعودية موظفي الأمم المتحدة من صنعاء بطائرات إلى إثيوبيا وجيبوتي، وذكر مصدر إغاثي في صنعاء أن أكثر من 200 موظف بينهم موظفون أمميون وعاملون بسفارات وشركات أجنبية تم إجلاؤهم من صنعاء.وأضاف المصدر لوكالة الصحافة الفرنسية أنه لم يبق في اليمن إلا الموظفون الضروريون للمهام الإنسانية الطارئة.[216][217]
- في 30 مارس طلبت الهند من السعودية المساعدة في إجلاء مواطنيها من اليمن الذي يوجد به أكثر من أربعة آلاف هندي وقال مكتب رئيس الوزراء ناريندرا مودي إنه تحدث هاتفيا مع الملك سلمان ملك السعودية وطلب «دعم وتعاون الرياض في اجلاء المواطنين الهنود من اليمن»وأضاف المكتب في بيان أن العاهل السعودي الملك سلمان بن عبدالعزيز أكد لناريندرا مودي على تقديم كل الدعم الممكن للمساعدة في إجلائهم.[218][219]
- في 31 مارس تمكنت الهند من إجلاء 360 مواطن هندي من العالقين في اليمن في «عملية راهات» ونقلت الهند رعاياها خلال عملية استمرت طوال ليل الثلاثاء، بواسطة سفينة «آي إن إي سوميترا»، التابعة لأسطول البحرية الهندية بعد أن تمكنت من الحصول على إذن بالرسو في ميناء عدن، بالإضافة إلى رعايا دول أخرى مثل مصر.[220]
- قال المتحدث باسم عملية (عاصفة الحزم) العميد الركن أحمد عسيري: "من كان يدرب هذه الميليشيات ويدعمها هي إيران وحزب الله، وإذا كانوا موجودين مع الميليشيات الحوثية في مواقع القتال فسيلقون نفس المصير.[221]
- قامت السعودية بإجلاء بعثات دبلوماسية لعدد من الدول الأجنبية في 1 أبريل، من أبرزهم مسؤولون من إندونيسيا وتركيا وبريطانيا وغيرها من الجنسيات.عملية الإجلاء تمت براً بإشراف تام من السعودية وقد وصل الدبلوماسيون إلى منفذ الطوال على الحدود السعودية – اليمنية .[222]
- في 4 أبريل قال الناطق باسم عمليات عاصفة الحزم العميد ركن أحمد عسيري ان السعودية قامت بإجلاء رعايا الروس والهند والجزائر وباكستان وإندونيسيا على متن طائرات مصرية وأردنية.وأشار إلى أن بعض الدول العربية طلبت إجلاء رعاياها عبر البر إلى السعودية، وتم إجلاء رعايا عدة دول، ويجري التخطيط لإجلاء آخرين وفق جدول محدد.[223]

#### عملية الإعصار

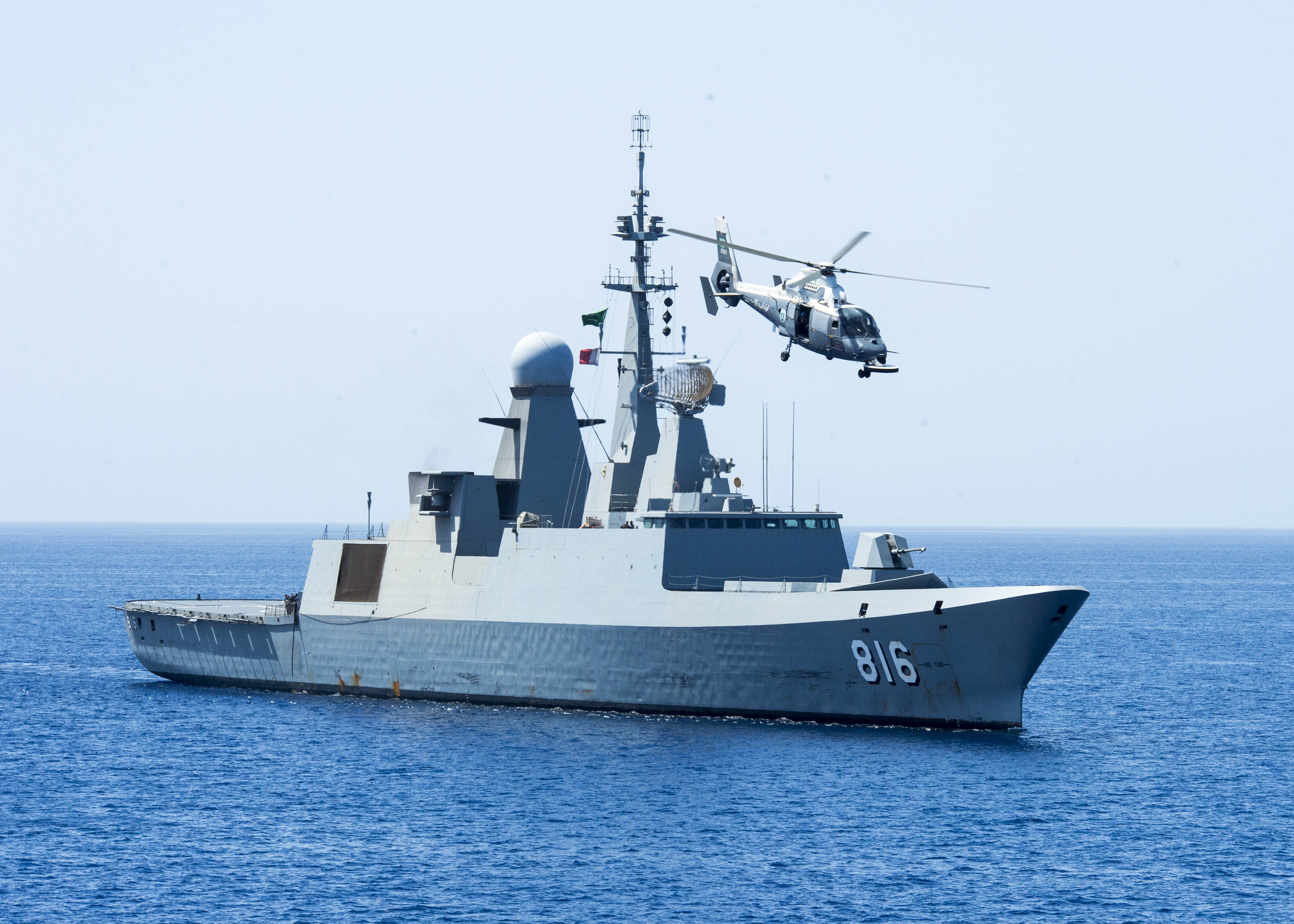
فرقاطة خادم الحرمين «الدمام» المزودة بطائرات يوروكوبتر دوفين، قامت بإجلاء الرعايا والصحفيين.

بدأت السعودية «عملية الإعصار» في 28 مارس لإجلاء أكثر من 86 شخص في اليمن، حيث قامت سفن القوات البحرية الملكية السعودية في إنجاز سعودي بعملية خاصة تم خلالها إجلاء منسوبي سفارة المملكة العربية السعودية بالجمهورية اليمنية الشقيقة والقنصلية السعودية بعدن، وعدد من البعثات الدبلوماسية للدول العربية والأجنبية الموجودة في اليمن.
كشف قائد الفرقاطة «الدمام 816» بعد نصف ساعة من وصوله إلى قاعدة الملك فيصل البحرية بجدة، تفاصيل إجلاء سفراء السعودية وقطر والقائم بالأعمال الإماراتية في اليمن وموظفي تلك السفارات. وقد أعدت السفارة السعودية خطة للإجلاء بينما لدى الفرقاطة خطة قد تتدخل لإجلائهم بالقوة إذا لزم الأمر. حيث توجد طائرات للقتال وزوارق حربيه تستخدم في حال لزم الأمر.وأوضح أن فريق قناة الجزيرة وفريق سكاي نيوز تم إجلاؤهم أيضاً، وجنسيات هندية وفلبينية وسودانية ممن يعملون في القنوات وفي السفارات، ولاحظ قائد السفينة سفناً إيرانية حربية في المياه اليمنية لكن السفينة السعودية الدمام استخدمت خطط الصمت الإلكتروني، التي تظهرها على أنها سفينة تجارية، وأكد أن عملية الإجلاء ركزت على خطط عبر 3 مواقع وتم اختيار الموقع الثالث كخيار آمن. حيث مكثت السفينة في الموقع ساعة واحدة بينما كانت عملية الإجلاء نصف ساعة فقط.

## النتائج
- حالة من الخوف والترقب تخيّم على سكان العاصمة اليمنية صنعاء بعد إطلاق السعودية عملية عاصفة الحزم، وشوارع من صنعاء شبه خالية من حركة المركبات أو المواطنين الذين يتخوفون من القصف الجوي السعودي، حيث تسمع أصواته بأنحاء متفرقة من المدينة. ودفعت هذه الأجواء بعض المواطنين لشراء ما يكفي من المواد الغذائية الأساسية تحسبا لأي تداعيات محتملة قد تحول دون الخروج للأسواق. وقال المواطنون اليمنيون إن مؤشرات الأوضاع الحالية لا تبشر بالاستقرار والأمان.[226]
- على الرغم من اعتبار كثر علي عبد الله صالح وحزبه، عناصر رئيسية في الصراع بالتحالف مع الحوثيين، فقد تخلّى الرئيس اليمني السابق، عن جماعة «الحوثيين»، وإن كان شكلياً، كنتيجة سياسية أولى لعملية «عاصفة الحزم» السعودية، بعد أن أعلن حزب «المؤتمر» الذي يترأسه صالح، بأنه «ليس طرفاً في الصراع، وأن اليمن والسعودية كل لا يتجزأ»، في وقتٍ تباينت فيه ردود الفعل الأخرى، بين الصمت عن العملية والترحيب والرفض.[227]
- حسب رأي المحلل السياسي د.مدحت حماد، فقد فشلت إيران في تطويق السعودية حيث كانت تسعى لوضع السعودية وسط دائرة يحدها من الشمال العراق وسوريا ومن الجنوب اليمن.[228]
- بدأت الانشقاقات تظهر في صفوف القبائل والقوات الموالية للرئيس اليمني السابق علي عبد الله صالح، حيث أفادت مصادر قبلية يمنية أن اشتباكات عنيفة اندلعت في معاقل المتمردين في صعدة وعمران بين مسلحي القبائل المنشقة وميليشيات الحوثيين.[229]
- قطع طرق إمداد الصواريخ والأسلحة بين صنعاء وصعدة وأعلن مستشار مكتب وزير الدفاع السعودي العميد ركن أحمد عسيري ان السعودية لن تسمح لأي أحد بإمداد الحوثيين بالسلاح.[230]
- حماية مضيق باب المندب والذي يعتبر من أحد أهم الممرات البحرية الدولية من الحوثيين والسفن الإيرانية.[231]
- طلب الرئيس اليمني المخلوع علي عبد الله صالح إلى وقف كافة الأعمال العسكرية فوراً من قبل التحالف الجديد بقيادة المملكة العربية السعودية والعودة إلى طاولة الحوار بحسن نية برعاية الأمم المتحدة ونقل مقره إلى دولة الإمارات العربية المتحدة، أو في أي مقر من مقرات الأمم المتحدة واستكمال ما تبقى من قضايا لم يتم بعد التوافق عليها.وذلك بعد يومين من انطلاق العمليات العسكرية ل«عاصفة الحزم» بقيادة السعودية لدعم الحكومة الشرعية في اليمن.[232] وقال وزير الخارجية السعودي الأمير سعود الفيصل رداً على دعوة علي صالح للحوار: «ما يحصل الآن نوع من أنواع الحوار فلا يمكن أن تكون كل الحوارات على الطاولة».[233]
- قال مستشار وزير الدفاع السعودي العميد الركن أحمد العسيري في الإيجاز الصحفي اليومي مؤكدا أن التحالف يسيطر كليا على الأجواء اليمنية وأنه لم يعد تقريبا لدى الحوثيين أي طائرات ولا أي سيطرة على مراكز الاتصالات.[27]
- قال وزير الخارجية اليمني رياض ياسين ان الحملة العسكرية التي تشنها السعودية نجحت في منع وصول طائرات إيرانية محملة بمعدات عسكرية إلى المقاتلين «الحوثيين» الذين استولوا على مناطق واسعة في البلاد.وقال ياسين في مؤتمر صحافي بعد اختتام القمة العربية التي استضافتها مصر في منتجع شرم الشيخ على مدى يومين «الحملة العسكرية منعت استمرار الخط الجوي الذي كان يأتي من طهران . طائرتان على الأقل يومياً تنقلان لهم معدات عسكرية».[234]
- منذ اليوم الرابع للحملة العسكرية السعودية، شهدت الأسواق المحلية في صنعاء أرتفاعاً في أسعار المواد الغذائية خاصة القمح، وأعلن مسؤولون في صنعاء أن مخزون القمح والمواد الغذائية الموجود حالياً كافي لستة أشهر.[235]
- في 21 أبريل 2015، أعلنت وزارة الدفاع السعودية بأن عمليات عاصفة الحزم الجوية قد أزالت أي خطر محتمل على السعودية والدول المجاورة، وذلك بعد أن أتمت إخراج القوة الجوية والصواريخ البالستية التي كانت في حوزة الحوثيين والقوات الموالية للرئيس اليمني السابق علي عبد الله صالح.

## أحداث مصاحبة

### المظاهرات المصاحبة للعملية
مظاهرات مؤيدة
- وثيون.[236] وتم رفع صور لملك السعودية الملك سلمان وعلم السعودية في المظاهرات.[237]
- 27 مارس: شهدت باكستان مظاهرات مؤيدة لعاصفة الحزم ومؤيدة لحماية السعودية من الحوثيين.[238]
- 27 مارس: شهدت عدة مدن وبلدات سورية مظاهرات، حيث احتفل المتظاهرون بتقدم كتائب المعارضة المسلحة في محافظة إدلب بشمال البلاد وتمكنها من اقتحام عاصمة المحافظة، كما أظهروا تعاطفا مع عملية «عاصفة الحزم» التي تشنها السعودية ضد جماعة الحوثي في اليمن.مطالبين تلك الدول بعملية مشابهة في سوريا للحد مما أسموه التدخل الإيراني في المنطقة.[239]
- 28 مارس: شارك آلاف اليمنيين في مظاهرات في مدن اب وتعز ودمت عبروا فيها عن تأييدهم لعملية عاصفة الحزم ورفضهم لانقلاب جماعة أنصار الله (الحوثيين) وممارساتها.ورفع المتظاهرون أعلام الدول العشر المشاركة في عاصفة الحزم وصور الرئيس اليمني عبد ربه منصور هادي، وشعارات تطالب برحيل مسلحي الحوثي عن كافة مؤسسات الدولة.[240]
- 1 أبريل: خرجت مسيرة في تعز اليمنية، ضد الحرب على الجنوب من قبل قوات صالح ومليشيات الحوثي، وهتفت المسيرة المؤيدة للعملية العسكرية وعاصفة الحزم بالشكر للملك سلمان.[241]
- 3 أبريل: في الأهواز عاصمة الإقليم العربي جنوب غرب إيران، تظاهرت جماهير أهوازية عشية الذكرى السنوية للانتفاضة النيسانية التي انطلقت عام 2005، وذكرى سقوط الحكم العربي للشيخ خزعل الكعبي، نددو خلالها بالتدخل الإيراني في اليمن والدول العربية، وأطلقوا المتظاهرون شعارات تمجد الملك سلمان وتؤكد عروبة الأهواز أرضاً وشعباً.[242]
- 8 أبريل:نظمت الجالية اليمنية في المملكة المتحدة مظاهرة خارج مقر السفارة السعودية في لندن تؤيد عملية عاصفة الحزم في اليمن، وتقدم الشكر والتقدير إلى خادم الحرمين الشريفين للموقف الذي اتخذته المملكة العربية السعودية وحلفاؤها في مواجهة الحوثيين وميليشيات الرئيس المخلوع علي عبد الله صالح .[243]
- 13 أبريل:نظمت الجالية اليمنية المقيمة في فرنسا تظاهرةً أمام السفارة السعودية في باريس تأييداً للشرعية في اليمن ولعاصفة الحزم التي تنفذها دول التحالف بقيادة السعودية، وقدم المتظاهرون شكرهم لخادم الحرمين الشريفين الملك سلمان على مواقفه تجاه اليمن .[244]

مظاهرات مناهضة
- 26 مارس: تظاهر الآلاف من أنصار جماعة الحوثي في العاصمة اليمنية صنعاء للتنديد بالقصف الجوي الذي استهدف مواقع عسكرية تابعة لهم مرددين هتافات منددة بالدول المشاركة في التحالف الذي تقوده السعودية ضدهم.[245]
- 29 مارس: في تركيا، نظم العشرات وقفة احتجاجية امام القنصلية السعودية في مدينة إسطنبول، مستنكرين المجازر التي يذهب ضحيتها المدنيون الابرياء.[246][247]
- 30 مارس:أقام نشطاء وحقوقيّون اعتصامًا حاشدًا أمام السفارة السعوديّة في العاصمة الألمانيّة برلين، مندّدين بالعدوان العسكريّ الذي تقوده السعوديّة على الشعب اليمنيّ. ورفع المتظاهرون الأعلام اليمنيّة، مطالبين النظام السعوديّ بوقف الغارات العسكريّة التي تشنّها على الشعب اليمنيّ، حاملين اليافطات التي كتب عليها «الجالية اليمنيّة في ألمانيا تدين الاعتداء السعوديّ الغاشم على الأراضي اليمنيّة»، «لا للتدخّل الخارجيّ»، «نعم للحوار الداخليّ»، «أوقفوا العدوان على الشعب اليمنيّ»، وغيرها من الشعارات. وردّد نائب رئيس مركز البحرين لحقوق الإنسان، الناشط الحقوقيّ السيّد يوسف المحافظة مع المتظاهرين قولهم «نحن ضدّ الحرب على شعب اليمن، ويجب وقف قتل المدنيّين والأطفال».[248]
- 31 مارس:تظاهر العراقيون ضد عاصفة الحزم[249] وأكد المتظاهرون أن العدوان السعودي هو بدعم وغطاء أميركي ويهدف لضرب وقتل أبناء الشعب اليمني وتحطيم بنيته الأساسية والتحتية لجيشه وقواته المسلحة. كما شهدت محافظات أخرى من العراق كالبصرة جنوبي البلاد، حيث خرجت تظاهرة ضخمة ندد فيها المشاركون بالعدوان، كما طالب المتظاهرون الحكومة العراقية باتخاذ موقف حازم تجاه الدول المشاركة في العدوان ومنعِ دخول البضائعِ السعودية إلى العراق.[250][251]
- 3 أبريل: تظاهر باكستانيون ويمنيون في مدينة لاهور مطالبين بوقف «عاصفة الحزم».[252]
- 10 أبريل:تظاهر عشرات الآلاف من اليمنيين في صنعاء ضد الغارات الجوية التي ينفذها التحالف العربي تحت شعار «ما لم تحصدوه بالحوار لن تحصدوه بالقوة».[253][254][255]
- 13 أبريل: نظمت مجموعة من الطلاب الجامعيين الإيرانيين، مظاهرة أمام السفارة السعودية، في طهران، احتجاجا على عملية “عاصفة الحزم” التي تقودها السعودية في اليمن.[256]

## ردود الفعل المحلية
- : قال عضو المكتب السياسي لجماعة أنصار الله الحوثية محمد البخيتي إن العملية العسكرية التي تجري في صنعاء ستجر إلى مواجهة شاملة، ووصف البخيتي العمليات بأنها إعلان حرب على اليمن وأنها ستواجه.[257]
- التجمع اليمني للإصلاح: أعلن الحزب تأييده لعملية «عاصفة الحزم» العسكرية، وقال الحزب في بيان صادر عن أمانته العامة، إن «تعنت الحوثيين وانقلابهم على الحوار وفرض الإقامة الجبرية على الرئيس الشرعي المنتخب وأعضاء حكومة الوفاق وتعطيل مؤسسات الدولة الرسمية واجتياح المناطق، دفع الرئيس هادي إلى البحث عن دعم ومساندة، تعيد الحياة إلى مسارها الصحيح». وتابع «يحدونا الأمل أن تعيد هذه العملية (عاصفة الحزم) الأمور إلى نصابها ومسارها الصحيح، وإخراج البلاد من الأزمة التي تسبب بها الحوثيون وحلفاؤهم، الذين يتحملون كامل المسؤولية عن كافة النتائج المترتبة على هذه العملية».[258] وكان حزب الإصلاح قد اكتفى بالتعبير عن أسفه «لما آلت إليه الأوضاع في اليمن نتيجة لإخفاق الأحزاب والمكونات السياسية في التوصل إلى حلول سياسية بسبب إصرار بعض الأطراف للجوء إلى استخدام القوة لحل الخلافات القائمة».[259]
- : عبرت اللجنة العامة للمؤتمر الشعبي العام عن رفضها للاعتداء على الجمهورية اليمنية والعاصمة صنعاء عاصمة كل اليمنيين ورمز تاريخهم باعتبار أن ما يجري هو شان داخلي ونتيجة لصراع على السلطة بين بعض الأطراف ولا علاقة للمؤتمر الشعبي العام به من قريب أو بعيد.[260]
- قبائل مأرب :عبرت قبائل مأرب عن تأييدها لعملية «عاصفة الحزم» بقيادة المملكة العربية السعودية لإنهاء الانقلاب على الشرعية الدستورية واستعادة الدولة اليمنية.[261]

## ردود الفعل الدولية
قررت دول مجلس التعاون ماعدا سلطنة عمان الاستجابة لطلب الرئيس اليمني عبدربه منصور هادي بالتدخل في اليمن ضد الحوثيين. وأعربت جامعة الدول العربية ومنظمة التعاون الإسلامي  ورابطة العالم الإسلامي  عن دعمها للعمليات ضد الحوثيين في اليمن،  وأعربت مصر عند دعمها ورغبتها بالمشاركة بقوة جوية وبحرية مصرية، وبرية إذا ما لزم الأمر،  أعلنت الولايات المتحدة دعمها للعملية،  ومشاركتها بالدعم الاستخباراتي، دون العمل العسكري المباشر.

### مجلس الأمن
في 14 أبريل 2015، أقر مجلس الأمن الدولي، مشروع قرار خليجيا تحت الفصل السابع يطالب الحوثيين في اليمن بالانسحاب ووقف العنف مع فرض عقوبات عليهم، بأغلبية 14 صوتا مع امتناع دولة واحدة هي روسيا. وطالب القرار المتمردين الحوثيين في اليمن إلى الانسحاب من المناطق التي سيطروا عليها ويفرض عليهم عقوبات من بينها حظر على الأسلحة. وأدرج القرار اسمي نجل الرئيس اليمني السابق علي عبد الله صالح وزعيم الحوثيين عبد الملك الحوثي على القوائم السوداء وفرض حظرا على تزويد جماعة الحوثي المتحالفة مع إيران والتي تحكم معظم اليمن بالسلاح. ولا يلزم القرار قوات التحالف بوقف الضربات الجوية ولو مؤقتا ضد الحوثيين.

### دول وحكومات
مؤيدة
أعربت كل من السودان  والمغرب  وفلسطين  ولبنان  وليبيا  وتونس  وجيبوتي  والصومال  وموريتانيا  وأفغانستان  عن دعمها للعملية العسكرية ولاستجابة دول الخليج لطلب الرئيس هادي لدعم الشرعية، وحتى استعادة اليمن استقراره ووحدته. وأعربت كل من بريطانيا وفرنسا  وتركيا وبلجيكا  وألمانيا وباكستان  وغينيا  والسنغال  وماليزيا  وكندا  وإسبانيا  وبنغلاديش  عن دعمها لعاصفة الحزم.
محايدة
قال وزير الخارجية الجزائري رمطان لعمامرة، إن بلاده متمسكة بالحلول السلمية في اليمن. وأتهم الإتحاد الأوروبي الحوثيون باتخاذ خطوات غير مقبولة، وطالب بالعودة إلى المفاوضات، وأعرب عن دعمه لجهود الأمم المتحدة. وقرر البرلمان الباكستاني التزام الحياد في النزاع الدائر في اليمن، مبرراً ذلك بأن باكستان تريد أن يكون بمقدورها القيام بدور دبلوماسي فعال لإنهاء الأزمة. وقال وزير الدفاع الباكستاني إن بلاده لم تعد بتقديم دعم عسكري ضد الحوثيين، وتعهد بالدفاع عن السعودية في مواجهة أي تهديد لسلامتها.
دعت روسيا لوقف جميع الأعمال القتالية، وأعربت عن استعدادها للمساهمة في تسوية الأزمة اليمنية. وتقدمت روسيا بمذكرة للأمم المتحدة تطلب فيها تعليق عملية عاصفة الحزم وتطبيق «وقفات إنسانية»، لإجلاء المدنيين وإيصال المساعدات الإنسانية. وأعربت الخارجية اليابانية عن تفهمها لأسباب الحملة العسكرية ضد جماعة الحوثي، وقال المتحدث باسم وزارة الخارجية اليابانية إن بلاده تدعم جهود الحوار بين الأطراف السياسية اليمنية، وأعرب عن أمله بأن تنجح الجهود المبذولة أقليمياً لتخفيف التوتر في اليمن.
دول معارضة
أعربت الصين عن معارضتها للعملية، وقالت إنها «قلقة للغاية» من تدهور الوضع في اليمن، ودعت كل الأطراف إلى الالتزام بقرارات مجلس الأمن الدولي الخاصة باليمن، وحل النزاع عن طريق الحوار. ونددت وزارة الخارجية الإيرانية، بالغارات الجوية في اليمن، ووصفتها بـ«الهجوم الخطير والمغاير للقوانين والأعراف الدولية». وبحث وزير الخارجية الإيرانية مع نظيره الأمريكي موضوع اليمن في مدينة لوزان السويسرية على هامش المفاوضات حول ملف طهران النووي.
دعى العراق، إلى وقف عاصفة الحزم، معرباً عن قلقة وطالب المجتمع الدولي بانقاذ الشعب اليمني. وقالت الخارجية العراقية أن التدخل العسكري في اليمن يؤدي إلى تعقيد الأوضاع أكثر من السابق ولا يسمح بتبني الحلول السياسية في الظروف المعقدة القائمة. ووصفت سورية العملية بـ«العدوان السافر» وأعربت عن قلقها العميق تجاه التطورات الخطيرة في اليمن، ودعت الخارجية السورية جميع الأطراف اليمنية إلى الحوار للتوصل إلى حل سياسي يلبي إرادة وتطلعات الشعب اليمني.

### مواقف غير حكومية
مؤيدة
أعلن الاتحاد العالمي لعلماء المسلمين وهيئة علماء المسلمين في العراق  وجماعة الإخوان المسلمين في سوريا، وفي الأردن،  وحركة أحرار الشام الإسلامية، والائتلاف الوطني لقوى الثورة والمعارضة السورية  دعمها لعملية عاصفة الحزم وتأييد الشرعية في اليمن متمثلة في الرئيس عبد ربه منصور هادي. وأكدت حركة المقاومة الإسلامية (حماس) وقوفها مع الشرعية في اليمن، ومع الحوار والتوافق الوطني بين أبنائه.
أعلنت حركة المقاومة الشعبية البلوشية في إيران دعمها للعملية، وأعلنت حركة النضال العربي لتحرير الأحواز دعمها للعمليات العسكرية لقطع دابر قوى الشر الفارسية من الخاصرة الجنوبية لبلاد الحرمين الشريفين". وأكد رئيس تيار المستقبل سعد الحريري أن ما قامت به السعودية هو لحماية شرعية الحكومة اليمنية، بعد محاولات عدة منها في إنهاء المسألة عبر الحوار.
معارضة
انتقد حزب الله ما وصفه بالمغامرة السعودية في اليمن، وقال أنها تسير بالمنطقة نحو المزيد من التوترات والمخاطر. وأدانت الجبهة الشعبية لتحرير فلسطين العملية العسكرية في اليمن، واصفة إياها بـ”العدوان واستخدام للقوة بدعم أمريكي.

## ردود الفعل الأدبیة
تباينت الردود الأدبية حول عملية عاصفة الحزم بين مؤيد ومعارض :

### الردود المؤيدة
على حد ما جاء في موقع الجزيرة اونلاين حيث أقام المنتدى الثقافي بجمعية الثقافة والفنون في منطقة الباحة أمسية شعرية بعنوان «العزم .. في عاصفة الحزم» وتأتي الأمسية تزامنًا مع عاصفة الحزم التي أمر بها الملك سلمان بن عبد العزيز آل سعود لإعادة الشرعية في اليمن.

### الردود المعارضة
انتشرت قصيدة شعرية جديدة للشاعر أحمد مطر معارضا فيها لعملية عاصفة الحزم و واصفا إياها بعاصفةِ الجُرمِ.